# 桑原征平粋も甘いも
『桑原征平 粋も甘いも』（くわばらしょうへい すいもあまいも）は、2004年（平成16年）6月7日から朝日放送ラジオ（ABCラジオ）で放送中の番組。通称は「粋甘（すいあま）」で、関西テレビを前月（5月14日）に定年で退職した桑原征平（元・同局アナウンサー）が、フリーアナウンサーに転身してから初めてラジオで担当した冠番組でもある。
番組開始当初の3ヶ月間は、放送枠を毎週月曜日の18:30 - 19:30に編成。基本として生放送で対応していたが、番組の開始前から決まっていた桑原のスケジュールなどとの兼ね合いで、事前に収録した内容を放送することも相次いでいた。
2004年10月から、『ABCパワフルアフタヌーン』枠の番組として、放送枠を毎週木曜日の13:30 - 15:25へ移動。これを機に、生放送へ完全に移行した。2010年（平成22年）4月からは、『ABCパワフルアフタヌーン』枠の再編を機に、放送時間を12:00 - 14:54に変更。木曜日に加えて、毎週水曜日にも放送されていた。また、2011年（平成23年）4月から半年間は、同枠の他番組とともに放送枠を数分拡大していた（12:00 - 15:00）。2018年（平成30年）4月から15:00までの放送が復活したが、2021年（令和3年）の10月改編（9月29日）からは、放送曜日を水曜日に集約させている。

## 概要
番組タイトルの「粋も甘いも」は、ことわざの「酸いも甘いも噛み分ける」に由来。「酸い」を「粋」に変えたのは、初代プロデューサー・板井昭浩（放送上の通称は「板さん」）のアイデアによる。
開始3ヶ月後の2004年（平成16年）10月には、放送曜日を木曜日に変更したうえで、ラジオのゴールデンタイムに当たる現在の時間帯に放送枠を移した。2013年（平成25年）3月28日（木曜日）の放送までは、戸谷公一（放送上の通称は「戸谷ちゃん」）が長らくプロデューサーを担当。戸谷の担当番組が『上沼恵美子のこころ晴天』になったことを機に、奥川和昭（放送上の通称は「奥ちゃん」）が3代目のプロデューサーを2018年3月まで務めた。同年4月から2022年7月までは、東浦陸夫がプロデューサーを担当。東浦は朝日放送からの定年退職（60歳）を経て、エー・ビー・シーメディアコム（AMC）の「シニアスタッフ」（嘱託職員）として当番組に携わっていた。東浦が2022年の誕生日でAMCの定年（65歳）に達したことを機に、同年7月27日放送分をもってプロデューサーを離任してからは、奥川がプロデューサーに復帰している。
当番組では、放送開始当初から長らく永田まりが出演。古今東西のニュース・話題・流行現象を、桑原の経験や永田とのやり取りなどを交えながら、独自の視点で紹介していた。放送日が年末年始に当たる場合や、高校野球の中継が中止になった場合には、特別版を放送することがある。この場合には、事前に収録した内容を放送するため、放送中にはリスナーからのメッセージを募集しない。
2010年（平成22年）4月の番組改編を機に、放送時間・曜日を拡大。新たに始まる水曜日の放送では、改編を機に終了した平日夕方の帯番組『元気イチバン!!芦沢誠です』で長年アシスタントを務めた小川恵理子を、桑原のパートナーに迎えた。
2013年（平成25年）1月1日に生放送の新春特別番組『新春スーパーワイド』では、当番組のスタッフが初めて第1部（5:00 - 11:00）の制作を担当。桑原・小川・永田などの出演で、『元旦早々、粋も甘いも 桑原征平です』を放送した（後述）。以降の『新春スーパーワイド』でも、桑原をメインパーソナリティに起用している（後述）。
2015年（平成27年）7月には、日本民間放送連盟賞の近畿地区・ラジオ生ワイド部門で最優秀賞を受賞。ABCラジオ制作の生ワイド番組では、奥川がディレクター、妹尾和夫・高野あさおがパーソナリティを務めた『フレッシュアップモーニング ファイト!DO曜日です』（2003年受賞）以来12年振りの受賞であった。
桑原が2019年（令和元年）の誕生日で75歳、同年6月でABCラジオでのパーソナリティ生活15年、同年8月でアナウンサー生活50年を相次いで迎えたことにちなんで、同年9月13日（金曜日）には、「桑原征平生前葬～甦生（よみがえり）の儀～」と称する2部構成の有料イベントをあましんアルカイックホール・オクト（兵庫県尼崎市）で開催した。生前葬を日本のAMラジオ局の有料イベントとして営んだ事例は初めてで、永田・小川・板井・戸谷などの当番組関係者も姿を見せた。もっとも、桑原が生前葬を機に活動を終えるということはなく、翌週（18日＝水曜日）以降も当番組への出演を続けている。
2020年（令和2年）の10月改編で、水・木曜放送分とも「プチリニューアル」を実施。『ABCパワフルアフタヌーン』枠への移行後から長期間にわたって放送されてきたコーナーの一部を終了させたほか、番組内のジングルや、番組のPRを目的にABCラジオで流れるスポットCMなどが一新された。その一方で、同年12月17日に三才ブックスから刊行された「必聴ラジオ2021」では、やきそばかおる（日本全国のラジオ番組に詳しいコラムニスト）が桑原への取材などを基に、当番組の聴取を読者に勧める記事を執筆している。
その一方で、2021年（令和3年）の9月23日（秋分の日）で木曜日のレギュラー放送を終了。9月29日以降は水曜日限定でレギュラー放送を続けることから、放送上は「（放送曜日の）縮小ではなく（2曜日分の放送内容を水曜日の放送に）濃縮」と説明されているが、小川・永田とも「濃縮」を機に当番組を降板。木曜日に放送されていた企画の一部（「征平の、私は忘れない」など）を水曜日で継続する一方で、水曜日に放送されていた企画の大半を終了させた。さらに、小川の後任に当たるパートナーには、小寺右子と橋詰優子（いずれも朝日放送テレビの現職アナウンサー）を2週交代で起用した。橋詰は体調不良による休職からの復帰に合わせて出演を始めたものの、2022年に入ってから再度の休職を余儀なくされたため、同年内は2月16日放送分から橋詰の担当週に桂紗綾（本人と小寺の後輩に当たるアナウンサー）を充てていた。橋詰自身は2023年7月19日放送分からパートナーへ復帰したが、体調が優れないまま、同年10月25日放送分での担当を最後に再び休演。このような事情から、体調の回復を優先すべく、2023年内の最終放送（12月27日）をもって正式に降板した。なお、2024年の初回放送（1月10日）からは、月の前半（第1・2週）に小寺／後半（第3週以降）に桂がパートナーを務めている。

## 出演者
- 桑原征平（パーソナリティ）
  - 過去には、以下の事情でスタジオに登場できないことがあった。ただし、いずれの場合にも、放送中に電話で出演。番組内のジングルやコーナータイトルを残しながらも、本来は桑原を主体に進行するコーナーを、後述するパーソナリティ代理のキャラクターに合わせた内容に変更している。
    - 2010年12月30日（木曜日）には、本番前に自宅で腰椎（右第2横突起）を骨折。入院を余儀なくされたため、前枠番組『ドッキリ!ハッキリ!三代澤康司です』[6]のパーソナリティ・三代澤康司（当時朝日放送アナウンサー）が、同番組に続いて桑原の代役でメインパーソナリティを務めた。
    - 2016年には、72歳の誕生日だった5月14日（土曜日）の『征平・吉弥の土曜も全開!!』（ABCラジオ）出演後に急性心筋梗塞を発症。同日中に緊急手術を受けて静養に入った[7]ため、18日（水曜日）放送分では中邨雄二[8]、19日（木曜日）放送分では伊藤史隆[9]（いずれも朝日放送アナウンサー[10]）がメインパーソナリティを務めた[11]。
    - 2018年には、12月1日の『征平・吉弥の土曜も全開!!』出演後に急性肺炎を発症[12]。病院への救急搬送を経て、翌週に自宅療養を求められたことから、関西テレビ時代の後輩・梅田淳（フリーアナウンサー）を12月5日（水曜日）[13]・6日（木曜日）[14]放送分のパーソナリティに起用した。

  - 2019年4月第1週の放送には、発声の不調に見舞われながらも、2日にわたって本編へ出演。本来は生放送中に自身で担当するインフォマーシャルやラジオショッピングコーナーについては、3日（水曜日）こそ通常どおり出演したものの、4日（木曜日）には「スポンサーに申し訳ない」という理由で堀江政生（朝日放送テレビアナウンサー）を急遽代役に立てた。その後の検診で鼻の膿が声帯を圧迫していたことが判明。すぐに処置を受けたため、2日後の『土曜も全開!!』出演時には症状が改善された。
  - 2019年5月29日（水曜日）のオープニングには、福井テレビの総務部に勤務する長男の桑原達秋（元・同局アナウンサー）がサプライズ[15]で登場した。『日本全国福むすび』（「福むすび隊長」という肩書で出演している同局制作の福井ローカル番組）のロケで大阪府堺市を訪れることに伴う出演で、同番組向けの撮影も兼ねていた。この撮影には、当時水曜日のパートナーを務めていた小川恵理子（松竹芸能所属のタレントで福井県鯖江市の出身）も立ち会っている[16]。この模様は、同年6月14日（金曜日）に福井ローカルで放送されたほか、放送済みの再編集動画をGYAOで配信。
  - 2020年には、1月上旬にインフルエンザに感染すると、9日（木曜日）の当番組出演中（14時台）に症状が悪化。当日はそのまま最後まで出演したものの、2日後の『土曜も全開!!』では、朝日放送ラジオでの出社停止措置に沿って堀江を代役に立てた。9日中に症状が治まったことから、翌週（15日＝水曜日）の当番組から放送に復帰した。復帰後は、同年の初頭から日本国内で新型コロナウイルス感染症（COVID-19）が流行していることを背景に、4月22日（水曜日）から5月28日（木曜日）まで自宅から「リモート方式」（スカイプ経由）で全編に出演している（『征平・吉弥の土曜も全開!!』と共通の暫定措置）[17]。
  - 2022年にも、5月11日放送分に自宅からのリモート方式で出演した。桑原と同居中の家族が全員COVID-19へ罹患したことに伴って、自身も所轄の保健所から「（罹患した家族の）濃厚接触者」として自宅での待機を求められていたことによる。
- 小寺右子（パートナー、2021年9月29日 - ）
- 桂紗綾（同上、2024年1月17日 - 2025年4月30日(休演中)）
- 伊藤史隆（同上、2025年5月7日 - (代演)）
  - いずれも、朝日放送テレビの現職アナウンサー。小寺は、水曜日の放送開始から「濃縮」までパートナーを務めていた小川の後任扱いで、橋詰優子（当時の先輩アナウンサー）と揃って出演を開始した。
  - 「濃縮」の当初は、小寺→橋詰の順に2週交代で出演。放送上は「濃縮」後の初回（2021年9月29日）のオープニングまで伏せられていたが、同月27日（月曜日）から公表・配布のABCラジオ2021年10月分タイムテーブルではいち早く明記されている。
  - 橋詰が2022年に体調不良で朝日放送テレビを休職してからは、小寺がパートナーを複数週にわたって務めていたほか、2月16日放送分から桂を月に1回のペースでパートナーに立てていた。その一方で、桑原が上記の事情で自宅からのリモート出演に急遽切り替えた5月11日放送分では、小寺がスタジオから単独で生放送を進行している。
  - 桂によるパートナーの定期的な代行が2022年度最後の放送（2023年3月29日）で終了したことに伴って、翌週（同年4月5日）以降の放送では、小寺がパートナーを毎週担当していた。ただし、「ABCラジオ　交流戦ウィーク」と重なっていた同年6月13日放送分では、小寺が発声の不調で出演を見合わせたことを受けて、桂が急遽パートナーを代行。桂が当日の番組内で予定していた「ABCニュース」の担当を、上司（アナウンス専任部長）の柴田博が引き継いだ。
  - 橋詰は2023年7月19日放送分からパートナーへ復帰したものの、10月25日放送分への出演を最後に再び休演したため、本人が出演を予定していた11月22日放送分では小寺が3週連続・翌週（同月29日放送分）には桂がパートナーを務めていた。
  - 小寺と橋詰が2週交代で出演していた時期から、番組の節目（年内の最終放送など）では2人揃ってパートナーを務めている。2021年・2022年の最終放送には小寺と橋詰がスタジオに登場していたが、2023年の最終放送（12月27日）には、休演中の橋詰に代わって桂が出演。この日のエンディングパートにおいて、橋詰がパートナーを正式に降板することや、2024年の初回放送（1月10日）から月の前半に小寺・後半に桂がレギュラーで出演することが桑原から発表された。
  - 桂は2025年1月、番組内で同年5月から2026年1月末までの間、産休と育休を取得するため番組を一時休演することを発表。その間の代演を伊藤史隆が担当する。

### 過去
- 永田まり（月曜→木曜パートナー、番組開始当初から2021年9月23日まで出演）
- 小川恵理子（「濃縮」前の水曜パートナー、2010年4月から2021年9月22日まで出演）
  - 2021年9月1日（水曜日）放送分では、自宅から電話でオープニングにのみ出演。翌9月2日（木曜日）にのみ出演する予定だった永田が、スタジオで桑原のパートナーを急遽務めた。小川の夫が8月下旬にCOVD-19へ罹患したことに伴って、自身はPCR検査でも陰性が確認されていながら、最寄りの保健所から「夫の濃厚接触者」との指定を受けていたことによる。なお、永田は1日放送分のエンディングで、小川と共に当番組を降板することを初めて発表。小川自身は、翌週（9月8日放送分）からスタジオへの出演を再開した。
  - 小川は、当番組降板1ヶ月後の2021年10月29日から『Hit&Hit!』（平日の14:00からラジオ大阪で放送されている生ワイド番組）金曜日のアシスタントに起用。自身も発熱から同年11月9日にCOVID-19への罹患が判明したため、同月中旬のPCR検査で陰性が判明されるまでは、『Hit&Hit!』などの担当番組を休演していた。
  - スペシャルウィーク期間中の2024年12月11日放送分では、同年10月からABCラジオ土曜12時台後半でレギュラー放送が始まった『宇野さんと小川さん。』（同番組は毎週水曜夕方に収録）の共演者である宇野ひろみと共に番組オープニングに出演。
- 橋詰優子（「濃縮」後の水曜パートナーの1人で、出演の時点では朝日放送テレビのアナウンサー。2021年10月13日 -  2023年12月27日）
  - かねてから体調が優れず、当番組へのレギュラー出演開始前（2021年夏頃）と、出演開始後の2022年に相次いで朝日放送テレビを休職。ただし、朝日放送ラジオのタイムテーブルなどでは、2022年からの休職期間中も小寺と共に「パートナー」として紹介。2022年には、「休職中の自宅でメッセージ音源を収録した後に当番組へ提供する」という方法で、放送上4月5日から「粋甘　90秒の手紙」（14:30前後のコーナー）限定で出演を再開していた。
  - 2023年の6月上旬からアナウンサーとして復職すると、同年7月12日に、復職後初めて当番組の生放送に登場。当初は14時台「ABCニュース」の担当だけを予定していたが、実際には復職の挨拶を兼ねて、本編のエンディングパートにも飛び入りで出演した。翌週（19日放送分）から全編のパートナーに復帰していたが、10月25日放送分への出演を最後に出演を再び見合わせたため、体調の回復を優先すべく2023年の最終放送（12月27日）をもって正式に降板した。なお、自身の担当日であった2023年10月18日には、桑原に対する「レジェンド過ぎる関西ラジオスターコレクション」（朝日放送テレビ『なるみ・岡村の過ぎるTV』内の特集企画）向けの密着取材と並行しながら放送。本番の前後や本番中のスタジオで収録された映像の一部は、1ヶ月後（11月27日放送分）の『過ぎるTV』で取り上げられていた。
  - 実際には、2023年11月から再び休職。当番組へ復帰しないまま、2024年4月30日に朝日放送テレビを退社した。

## 放送日・放送時間
- 2004年6月〜9月　毎週月曜日　18:30 - 19:30
- 2004年10月〜2010年3月　毎週木曜日　13:30 - 15:25（『ABCパワフルアフタヌーン』枠へ移動）
- 2010年4月〜2011年3月　毎週水・木曜日　12:00 - 14:55
- 2011年4月〜9月　毎週水・木曜日　12:00 - 15:00（ニッポン放送制作『南野陽子 今日はナンノ日っ!』のネット受けに充てていた後枠を廃止）
- 2011年10月〜2018年3月　毎週水・木曜日　12:00 - 14:54（14:54 - 15:00でニッポン放送から『本仮屋ユイカ 笑顔のココロエ』のネット受けを実施するため再び短縮）
- 2018年4月〜2021年9月第4週　毎週水・木曜日　12:00 - 15:00（『本仮屋ユイカ 笑顔のココロエ』の終了を機にネット受け枠を統合）
- 2021年9月第5週〜　毎週水曜日12:00 - 15:00
  - 2021年9月第4週まで編成されていた『ABCパワフルアフタヌーン』の木曜枠には、増田英彦（ますだおかだ、同月まで火曜日に『よなよな…』のパーソナリティを担当）と武田和歌子（朝日放送テレビアナウンサー、2020年10月第1週までの後枠番組『武田和歌子のぴたっと。』パーソナリティ）のコンビで進行する生ワイド番組『ますだおかだ増田のラジオハンター!』を、2021年9月30日から新たに放送[18]。

### 備考
- 『ABCパワフルアフタヌーン』枠への移動後は、ABCラジオで全国高等学校野球選手権大会全国大会の試合を中継する期間中に、基本として全編の放送を休止する。ただし、本来放送する曜日の13:00から決勝戦を開催する場合には、短縮版を放送[19]。
  - 2013年から2020年（選手権大会に代わって2020年甲子園高校野球交流試合を開催）までは、本来の放送日に大会の休養日を設定する場合（2013年以降）や、大会の後半に当番組の時間帯で中継予定の全試合が中止になった場合に通常放送で対応していた。選手権大会が再開された2021年以降は、このような場合にも基本として当番組を放送せず、桑原を初めとする出演者の夏季休暇に充てている。
    - 2022年8月17日（水曜日）は第104回全国高等学校野球選手権大会1回目（3回戦と準々決勝との間）の休養日に充てられていたが、桑原が夏季休暇を取得していたこと[20]から、上田剛彦（当時は朝日放送テレビのアナウンサー）と小寺の出演による『上田剛彦殿の13人』という特別番組を当番組の放送枠で編成。この番組も生放送であった[21]ため、リスナーからのメッセージを当番組のメールアドレスで受け付けていた。
    - 2023年8月23日（水曜日）は第105回全国高等学校野球選手権記念大会決勝の開催日であったが、決勝の開始時間が14:00に設定されたことを受けて、当番組を13:44まで放送。当日は橋詰がパートナーを務めていたが、通常は13時台の前半に生放送を実施している「粋甘　VIPルーム」（「VIPゲスト」を迎えての対談コーナー）については、大会前最後（小寺がパートナーを担当していた2日）の放送分の「続編」として同日の本番後に小寺の同席で収録した音源を流すことで対応した。
      - 第105回記念大会では当初、決勝を8月22日（火曜日）に開催する前提で日程が組まれていたため、朝日放送ラジオでは23日に当番組を通常の時間帯で放送することを予定していた。しかし実際には、令和5年台風第7号が関西地方の上空を縦断した15日（火曜日）予定分の全試合が翌16日（水曜日）へ順延されたことを皮切りに、決勝までの日程が1日ずつ繰り下げられていた。

    - 2024年の第106回全国高等学校野球選手権大会期間中は、第1日に当たる8月7日（水曜日）に、12:55 - 15:00の時間帯で当番組の短縮生放送を実施した。この大会から熱中症対策の一環で導入された「朝夕2部制」の適用日（2024年は第1日からの3日間）において、「午前の部」最後の試合の終了から「夕方の部」最初の試合の開始までに3時間30分の間隔（インターバル）が設けられたことに伴う措置で、朝日放送ラジオでは当日に「午前の部」として開会式と開幕試合（佐賀県立有田工業高等学校対滋賀学園高等学校戦）を8:27から12:55まで中継していた。さらに、当日は2024年パリオリンピックの開催最終週にも当たっていたため、当番組では「ようこそ　粋甘VIPルーム」に代わって「征平のスポーツ見聞録」（桑原がパリオリンピック中継の感想やスポーツに関する思い出話を披露する特別企画）を14時台に放送している。なお、翌週の水曜日（8月14日）と翌々週の水曜日（21日）は「朝夕2部制」や「休養日」の対象から外れているため、両日とも試合の有無にかかわらず当番組の生放送を休止。

  - 当番組の放送日が祝日で、本来は当番組を放送する時間帯に『ABCフレッシュアップベースボールスペシャル』としてデーゲーム中継（主に阪神タイガースの公式戦）を編成する場合にも、当該試合の開始予定時刻（13:00・13:30・14:00）に応じて短縮放送を実施。放送終了後は、2017年まで上記のニッポン放送制作番組をはさんで中継に入っていた。木曜分の最終放送日（2021年9月23日：秋分の日）にも、中日ドラゴンズ対阪神のデーゲーム（バンテリンドーム ナゴヤ）中継（CBCラジオ制作分）の同時ネットを『フレッシュアップベースボールスペシャル』として13:55から実施するため、当番組では12:00 - 13:55の短縮放送で対応。
- 2021年7月14日・21日（いずれも水曜日）・15日・22日（いずれも木曜日）には、民放ラジオ統一番組『直前!東京2020オリンピック情報』（出演：新保友映・笹木かおり）の放送枠を当番組の直後に3分間確保する関係で、当番組の放送時間を通常より3分短縮（14:57で放送を終了）[22]。

## 主なコーナー（2024年5月以降）
「ABCパワフルアフタヌーン」枠での放送日には、12:20頃・13:10頃・14時の時報明けに「ABCニュース」（2013年3月までは「ABC朝日ニュース」）、12:50頃と13:50頃に「ABC交通情報」、エンディング直前に「ABC天気予報」を挿入。
水曜日への「濃縮」前までは、水曜日に清水とおる、木曜日に吉田裕一（いずれも気象予報士）が「ABC天気予報」を担当。「濃縮」後は2022年3月20日放送分まで清水のみ続投していたが、同月27日放送分からは、当日のパートナーが天気予報の原稿を読むだけになった。
オープニングのタイトルコールについては、水曜日に生放送、木曜日に事前収録で実施していた。
2020年9月までは、放送当日のコーナーの概要を、パートナーがオープニングでのみ紹介していた。同年10月改編での「プチリニューアル」からは、コーナーを終えるたびに、CM明けから始まるコーナーの予告を入れていた。
以下は2021年9月23日まで水・木曜日の共通コーナーとして放送された後に、同月29日から水曜日で継続。
- 征平の、井戸端ニュース! 本日も反省の色なし → 征平・ゆーこ／さーやの井戸端ニュース!（12:30頃）
  - 木曜日から水曜日への放送枠拡大を機に、12時台「ABC（朝日）ニュース」の直後で放送。放送日の「朝日新聞」（桑原が自宅で購読している大阪本社発行分の兵庫版）の朝刊に掲載された記事から、桑原が注目した1〜2本のニュース・特集について自由奔放に語る。もっとも、実際には放送日の早朝に、当コーナー用の原稿を自ら手書きで作成しているという[26]。
  - 2021年10月改編での「濃縮」までは、「征平の、井戸端ニュース! 本日も反省の色なし」というタイトルで放送していた。タイトルコールの「なし」の部分で、桑原が声を張り上げるあまり、桑原の声が裏返っていたことが特徴。放送日によっては、リスナーから送られた身の回りの出来事に関するメッセージを、パートナーが「"粋甘特派員"からの井戸端ニュース」として後半に紹介していた。
    - オープニングでは、パートナーが「征平さんがここで言ったことは、あまり反省致しません」という台詞を述べた後に、桑原が犬の鳴き声を真似ながら「アホ（または負け犬）の遠吠え、ワン!」という断り言をはさんで「すぐ忘れて下さい!」とリスナーに呼び掛けていた。
    - 2011年最初の放送（1月5日・水曜日）からは、前年末までリスナーからのメッセージ紹介・インフォマーシャルに宛てていた12:50頃の時間帯に「“反省の色なし”Part2」を新設。リスナーから届いた世相川柳をパートナーが読み上げたうえで、桑原がコメントをはさんでいた。
    - 木曜日のみ、2020年10月から「征平の三択ニュース」を後半に放送。桑原が前半で触れていないニュースから、永田が3つのトピックスを三者択一方式で桑原へ提示した後に、桑原が1つのトピックを選んで私見を語るようになった。桑原は木曜日の最終回で、「三択ニュース」に続いて、この回でパートナーを卒業する永田に向けて直筆の手紙を朗読している。

  - 2021年10月改編での「濃縮」を機に、名前を「ゆーこ」と読ませる朝日放送テレビの現職アナウンサー（小寺右子と橋詰優子）が2週交代でパートナーを務めることから、「征平・ゆーこの井戸端ニュース!」に改題。小寺／橋詰が自分で選んだニュースを後半に1本紹介する一方で、コーナータイトルから「本日も反省の色なし」というフレーズが外れたほか、前述したオープニング以降の台詞や「征平の三択ニュース」も割愛されている。なお、小寺／橋詰以外で名前を「ゆーこ」と読ませないアナウンサーがパートナーを代演する場合にも、「ゆーこ」を代演者の名前（桂紗綾の場合には「さーや」）に置き換えたうえで放送。桂が小寺と交互にパートナーをレギュラーで務めるようになった2024年1月以降も、このような措置を続けている。

以下のコーナーは、週2回放送時代の2017年10月4日から水曜日に編成。
- 戦慄のファイル 昼ドロ（13時の時報明け） → 粋甘　昼ドロドロドロ劇場（12:55頃から13時台の前半まで、2023年10月4日以降はオープニングパートにも編成） 
  - 人間関係のいざこざにまつわるメッセージ（ドロドロ話）をリスナーから募集。その一部をパートナー（小川→小寺／橋詰）が紹介したうえで、桑原が自身の経験を基に解決法を示す。タイトルの「昼ドロ」には「昼ドラ」に「ドロドロ話」を重ねていて、開始当初のコーナータイトルは「戦慄の昼ドロファイル」だった。
  - 「戦慄のファイル 昼ドロ」時代には、「X-ファイル」（ABCテレビでも日本語版を放送していた海外ドラマ）を意識した構成で、テーマソングも引用。小川がドロドロ話を紹介するたびに、女性による叫び声が流れていた。エンディングテーマは「ドロドロ」（ザ・クロマニヨンズ）で、桑原は当コーナーのみ「桑ドロドロ平捜査官」と称していた。なお、桑原が休演する場合にも、パーソナリティ代理者を「副捜査官」に立てる格好で放送。
  - 2021年10月改編での「濃縮」後も、タイトルと上記の趣向を変えたうえで継続。「戦慄のファイル 昼ドロ」時代に寄せられていたメッセージを含めて、小寺／橋詰（2人とも休演する場合には代演者）がおどろおどろしい声色で毎回3本の「ドロドロ話」を紹介している。なお、テーマソングにはギターの独奏による「他人の関係」（金井克子）のアコースティックバージョンを使用。
  - リスナーからの投稿が引きも切らないことを背景に、2023年10月改編から2部構成へ移行。オープニングパートを「粋甘　昼ドロドロドロ劇場」（第1部）、12:55頃から13時台の前半までを「粋甘　昼ドロドロドロ劇場　パート2」（第2部）に充てている。

以下のコーナーは、2021年9月23日まで木曜日限定で放送された後に、同月29日から水曜日で継続。 
- 征平のなんでもベスト3（オープニングの直後と13時台） → 征平のなんでもベスト1（13時台後半→13時台「ABCニュース」の直後）
  - 2023年9月27日放送分までは、世の中の森羅万象から毎回1つのテーマ（「断捨離したいもの」「好きな女優」など）について、桑原がそのテーマにちなんで決めた「ベスト3」→「ベスト1」を発表していた。
    - 木曜日時代のタイトルは「征平のなんでもベスト3」で、2020年10月8日から放送。本編のオープニングトークに続いて3位と2位、13時台（2021年6月17日までは13時台の後半→24日以降は『ABCニュース』の直後）に1位を発表していた。当時は桑原自身がテーマを選んでいて、当日にリスナーから募集するメッセージのテーマを兼ねていた。ただし、オープニングパートにゲストを迎える場合には、13時台の後半に「ベスト3」をまとめて発表していた。
      - 放送期間中は木曜日と（このコーナーを含めない）水曜日でオープニングパートの長さが異なっていたため、水曜日には、オープニングパートの直後に桑原・小川出演のオリジナルジングルを20秒間はさむことで『ABCニュース』までの時間を調整していた。
      - 2021年9月23日に木曜日での放送と永田の出演が終了することを受けて、同月16日・23日放送分では、永田のパートナー卒業記念企画として「永田まりの思い出ベスト10」に充てた。

  - 2021年10月改編での「濃縮」後は、「征平のなんでもベスト1」というタイトルで、2023年9月27日まで13時台の後半にのみ放送。桑原がテーマに応じた至極のエピソードを「ベスト1」としてひとしきり語った後に、番組スタッフが指定した次回のテーマを、本編のエンディングでパートナーの小寺／橋詰（2人とも休演する場合には代演者）から発表するようになった。
  - 2023年10月4日からは放送時間を繰り上げるとともに、桑原が前回の放送から1週間に会話やメディアで接した言葉から、「個人的に気になった」という複数の言葉を発表している。

- 征平の、私は忘れない（14時台前半） → 特選・征平の私は忘れない（13:55頃から14時台の前半まで） 
  - 「ABCパワフルアフタヌーン」枠での放送開始当初からの人気コーナー。木曜日のみの放送だった時期から、当番組のコーナーで唯一、ABCラジオの公式サイト内に設けられた"Webio"（2015年1月16日から2017年3月まではYouTube内の同局公式チャンネル）から毎回音源を配信していた（当番組の放送終了後に更新）[27]。その関係で、関西以外の地方や海外のリスナーからのメッセージが紹介されることも多い。また、2009年11月5日から開設された公式携帯サイトでも、過去に反響の多かったエピソードの音源を有料で配信している。
  - 「征平の、私は忘れない」時代には、以下の内容で放送されていた。
    - 冒頭では、桑原によるタイトルコールとともに、「私は忘れない」（岡崎友紀の楽曲）を1番のサビまで放送。その途中で、永田が「アナウンサー生活35年。今だから言えるあんなことこんなこと、征平さんの忘れられない体験や今の日本が忘れかけている風景や習慣についてお話します」 [28]という口上を披露していた。その後で、桑原がおよそ20分にわたって、自身の人生・取材経験に基づく思い出話を臨場感たっぷりに披露。披露するテーマは、家族、生まれ育った京都の懐かしい情景、競泳や水球の選手として活躍した学生時代の思い出、取材者・視聴者として感動したスポーツのシーン（特に野球・ボクシング）、懐かしのテレビ番組・CM、関西テレビアナウンサー時代の番組・取材裏話・上司（主に元ディレクターの古吟勲一や元アナウンサーの松本暢章）など実に多彩であった。
    - 桑原は、放送時間の関係で、同じテーマの話を数週にわたって紹介することがあった。以下では、数ヶ月にわたるシリーズ企画や、定期企画と化した主な話題を記す。
      - 『桑原の出身校・京都西高校水泳部OBによる同窓会旅行』
        - リスナーから特に多くの反響が寄せられるシリーズで、毎年旅行の直後に放送[29]。旅行の道中や滞在先で遭遇したハプニングや、旅行に参加した恩師・同窓生のユニークな行動・言動を紹介する[30]。同窓生の1人である宮川大輔の実父（放送上は学生時代の通称である「宮川タロー」として紹介）は、このシリーズで取り上げられたことをきっかけに、他のコーナーへ出演したりメッセージを寄せたりするようになった。なお、2014年頃からは「じゃあ こうしましょ!」で放送。

      - 『手帳で振り返る〜年』（〜は西暦の年号）
        - 関西テレビへの在職中から「会社支給の手帳[31]へ毎日メモを記す」という一面を持つ桑原が、放送日を基準に、手許に残っている手帳のメモから過去のある1年についての思い出や仕事上の秘話を語る。7冊目にあたる1995年の手帳を読み終えたことを機に、2021年9月9日放送分でいったん終了。

      - 『粋甘事件簿』（毎年12月に放送）
        - 当該年に当番組で取り上げられた出演者・スタッフのエピソードを、もっぱら2週にわたって紹介。前述の『粋甘流行語大賞』は、このシリーズからの派生企画である。
          - 『粋甘事件簿グランプリ』として放送されていた2014年には、11月5日（水曜日）放送分のオープニングで桑原が語った岩手県内への旅行のエピソードがグランプリに輝いた。
            - 2015年には、8月5日（水曜日）放送分のオープニングで桑原が語ったエピソード（新快速の車内で泥酔者と揉めるも思わぬ格好で和解した話）がグランプリに輝いた。

          - 2016年には、候補作を選定せず、桑原の心筋梗塞に関するエピソードをグランプリとして扱った。
          - 2017年には、小川が桑原所有の風呂敷（丹後ちりめん[32]）をおねだりしたエピソードがグランプリに輝いた。
          - 2018年には、例年と違って、水曜日の最終放送（12月26日）のオープニングと「じゃあ こうしましょ!」で10項目の候補を発表。リスナーからの投票を当日のエンディングまで受け付けた結果、桑原が同月上旬に見舞われた急性肺炎に関するエピソードがグランプリに選ばれた。
          - 2019年には、候補作を選定せず、「桑原征平生前葬」をグランプリに決めた。

      - 『私の決断〜人生の岐路〜』（2014年5月 - 9月18日放送）
        - （桑原にとっての）「ツキ」や「ターニングポイント」をテーマに、少年時代から当番組を開始するまでの半生を、15回にわたって詳しく振り返った。

      - 『これが戦争だ! 親父の陣中日記』（2014年8月28日 - 2015年3月5日放送）
        - 桑原の亡父・栄が大日本帝国陸軍への従軍中に綴った日中戦争での陣中日記の一節を、桑原が注釈[33]を付けながら、25回にわたって朗読。桑原が亡母の遺品から製本済みの陣中日記（非売品）を見付けたこと（2014年5月）を機に、同年の終戦記念日後最初のレギュラー放送から、ほぼ毎週語ってきた[34]。放送回によっては、朗読へ入る前に、リスナーからの反響や関係者からの情報を紹介することもあった。
        - 当番組が2015年に日本民間放送連盟賞の近畿地区・ラジオ生ワイド部門最優秀賞を受賞したのは、この企画の内容が高く評価されたことによる。放送終了後もリスナーからの反響は大きく、再放送や原本（陣中日記）の書籍化のリクエストが寄せられていることを、桑原が当コーナーやフリートークで随時紹介。
        - 原本については、当企画の放送終了後に桑原から戸谷へ貸し出されたまま桑原の手許に戻っていないため、書籍化が困難とされていた。しかし、ある出版社からの提案がきっかけで、2021年に入ってから書籍化の計画が進められているという。

      - 放送日が木曜日のみだった時期には、桑原が熱弁を振るうあまり、エンディングやエンディングテーマ曲（夏川りみ「ゆいま〜る」）が短縮されることが少なからずあった。
      - 2014年4月17日には、荒木とよひさをゲストに迎えた関係で、コーナー名を変えずに「私の通信簿」と同様の内容で放送された。「コレ[35]が来まっせ、来てまっせ」のゲストに荒木を予定していたところ、荒木のスケジュールの都合で、コーナーの放送順を事実上入れ替えたことによる。しかし、放送後に"Webio"から配信された同日分の音源（「桜を愛でましょう」というテーマトーク）のコーナー名義が「コレが来まっせ、来てまっせ」だったことから、当コーナーを中心に聴取しているリスナーから数件の問い合わせがあった。桑原は、翌週（同月24日）の当コーナー冒頭でその事実を明かすとともに、リスナーに向けて「都合によっては放送時間がいつもと変わることがあるかもしれないので、『私は忘れない』だけ聴く習慣となっている方は、ぜひ（番組の）最初から聴いていただきたい」と呼び掛けた。
        - ちなみに、ABCラジオは、2014年4月1日から『radiko.jp』プレミアム（日本全国を対象に同日から運用を開始したインターネット経由の有料・同時配信サービス）に参加中。当番組でも、同月2日（水曜日）放送分から、同サービスを通じて（当コーナーを含む）全編を放送と同時に聴取できるようになった。

  - 2019年9月13日（金曜日）の「桑原征平生前葬～甦生（よみがえり）の儀～」では、当コーナーと同じ趣旨による桑原の独白企画「征平の死んでも忘れない!!」を第1部・第2部とも実施。白装束に身を包んだ桑原が、第1部で古吟、第2部で実母にまつわる思い出話を披露した。
  - 「征平の、私は忘れない」としての開始当初から2021年3月25日までは、江崎グリコの単独提供で放送。桑原がひとしきり話したところで、桑原のナレーションによる同社の20秒CM1本をはさんで、永田が提供クレジットを読み上げていた。同年4月1日放送分からは後継のスポンサーが付かないまま、木曜日での放送を終了。
  - 2021年の10月改編からは、「特選・征平の私は忘れない」として水曜日で放送を継続。「パートナーの小寺／橋詰（2人とも休演する場合には代演のアナウンサー）が『アナウンサーの大先輩』に当たる桑原から『アナウンサー生活のターニングポイント』になった出来事を訊く」という設定の下に、桑原が14時の時報をまたぎながら、「ターニングポイント」になったエピソードをひとしきり語っている。2022年5月以降は、私蔵している写真から1枚にまつわる思い出話と、少年時代から関心の深いボクシングの名勝負・名選手にまつわる思い出話を月に1回ずつ披露。
    - 14時台前半のパートには、この改編から2022年3月まで阪急阪神エステート・サービスが「risoco」（宅配型トランクルームのブランド）名義で「ABCパワフルアフタヌーン」枠の共通スポンサーに（2021年内は単独 → 2022年1月以降は他の1社と共同で）付いていて、桂吉弥（桑原とは毎週土曜日に『征平・吉弥の土曜も全開!!』で共演中）の出演による（本人曰く「ABCラジオ向けでは初めて」の）CMがパートの最後に流れていた。
    - 「特選・征平の私は忘れない」でも木曜放送時代の口上を小寺／橋詰→桂（休演する場合には代演者）が披露しているが、事実上14時の時報をはさんだ2部構成で放送されていて、「私は忘れない」をオープニングで流していない。また、改編前までの水曜日ではおおむね14:10頃に編成されていた14時台の「ABCニュース」が、緊急時・非常時を除いて14:20頃から放送されている。

以下のコーナーは、2021年9月29日から新設。
- ようこそ!粋甘VIP ルーム（2023年9月27日まで13時台「ABCニュース」の直後に放送）→1008秒　ようこそ!粋甘VIPルーム（2023年10月4日から14時台「ABCニュース」の直後に放送）
  - 柳田光司（放送作家）による事前取材を基に、桑原と縁の深い人物をはじめ、関西地方に拠点を活躍している企業経営者や専門家を「VIP」として迎えるコーナー。「VIP」には、自身の半生に多大な影響を与えた人物を1名挙げたうえで、その人物に関する「金言エピソード」の披露を求めている。
  - パートナーの小寺／橋詰（2人とも休演する場合には代演者）が、進行と「ABCラジオ劇場」（「VIP」の半生をラジオドラマ仕立てで紹介するミニコーナー）の朗読を担当。放送の節目（年内の最終放送）では、「リスナーの皆さんがVIP」と称して、（当日のテーマに沿ったメッセージを含めて）リスナーから寄せられたメッセージを一挙に紹介する。
  - 2022年7月6日放送分には、自治体の現職首長から初めて、大阪府高槻市長の濱田剛史が「VIP」として出演した。過去に登場した「VIP」から推薦を受けていたことや、桑原が関西テレビのアナウンサー時代に濱田の実父（音曲漫才師の暁照雄）と演芸番組でたびたび共演していたことによる。以降も、現職の首長が「VIP」として随時出演。2023年1月25日放送分では、桑原の関西テレビアナウンサー時代の部下（元・同局アナウンサー）で、「三重県伊賀市長」として水曜日への「濃縮前」から折に触れて当番組に出演していた岡本栄をゲストに迎えている。
  - 桑原と「VIP」の対談が盛り上がるあまり、当コーナーの放送時間が本来のスケジュールより長引く事態が相次いだため、番組スタッフは2023年9月20日から当コーナーを「1008秒」（16分48秒）以内に終わらせることを桑原とパートナーに厳命。制限時間の「1008」は朝日放送ラジオにおけるAM放送の周波数にちなんでいて、制限時間近くになっても対談が続いている場合には、番組スタッフが警告音（ゴングの効果音）を流している。
  - 2023年10月4日からは、コーナータイトルを「1008秒　ようこそ!粋甘VIP ルーム」、放送時間を14:30前後に変更。これを機に、「ABCラジオ劇場」を終了させる一方で、桑原に当コーナー限定で「名探偵」という設定が為されている。さらに、制限時間から3分前に警告音が鳴ったタイミングで、パートナーがVIPに対して最後の質問を投げ掛けるようになった。

- キーワードクイズ（2023年9月27日まで）→粋甘　聴いてりゃ分かるクイズ（同年10月4日から）
  - 5,000円（聴取率調査週間のみ10,000円）相当の牛肉を、リスナーから毎週抽選で1名に進呈するプレゼント企画と連動したクイズ。
  - 「キーワードクイズ」時代には、小寺／橋詰（2人とも休演する場合には代演者）が13時台前半（「ABCニュース」の直前）とエンディングで別々のキーワードを発表。両方のキーワードを明記することを条件に、リスナーからの応募を受け付けていた。
  - 「粋甘　聴いてりゃ分かるクイズ」は、当日の放送中（13時台まで）に出演者が発した言葉から、「特選　征平の私は忘れない」の直前（13:50頃）とエンディングに出題。次回の放送までに、メールとハガキで応募を受け付けている。

- 「ゆーこ」／「さーや」が教える「じじ」ニュース（2023年10月4日から13:30前後に放送）
  - 3人の孫から「じいじ」と呼ばれている桑原の知的好奇心を刺激しそうな「時事」ニュース（トレンド関連のトピックス）を、パートナーの「ゆーこ」（橋詰優子／小寺右子）が解説するコーナー。桂紗綾がパートナーを務める日には、「井戸端ニュース」と同じく、タイトルの「ゆーこ」を「さーや」に差し替えている。

### 不定期企画・期間限定コーナー
- ショーヘー横断ウルトラクイズ（14時台の『ABCニュース』直後） 
  - リスナーが放送中に参加できるクイズ企画で、2019年10月9日から放送を開始。当番組のアーカイブ音源から、桑原自身が覚えていなさそうな発言やハプニングをテーマに、パートナー（2021年9月までは小川）から毎週1問出題する。正解者から抽選で1名に、500円分のクオカードをプレゼント。当日のエンディング間際までに電子メールとFAXで回答を受け付けた後に、エンディングで正解の音源を流したうえで、プレゼントの当選者を発表する。
  - 『アメリカ横断ウルトラクイズ』（日本テレビ制作、関西地方では読売テレビで放送）にちなんでタイトルを付けたことから、同番組のテーマソングとして知られる「THEY'RE OFF!」（ヘンリー・マンシーニ楽団）を、出題時・正解発表時ともBGMとして流用している。
  - 本来はラジオショッピングコーナーに充てられている放送枠で出題しているため、放送上は「不定期企画」と称している。その関係で、「ABCラジオショッピング」（2020年2月以降は「ABCうまいものショッピング」）や、後述する「COME!噛む!健康LIFE」（期間限定コーナー）を編成する週には休止。
  - 2021年9月1日放送分で小川・永田がパートナーを卒業することが（前述した事情で休演した小川に代わって永田から）発表されたことを受けて、翌週（8日放送分）から小川の最終出演回（22日放送分）までは「小川恵理子 11年分の珍言アワード」（「ショーヘー横断ウルトラクイズ」と「粋甘流行語大賞」の要素を組み合わせた卒業記念企画）をこの時間帯に編成。小川が出演してきた過去11年間の水曜分の放送同録音源から、本人が「珍言」を発したシーンを「ノミネート作品」として2週にわたって放送した後に、リスナーから「ノミネート作品」への投票によって最終出演回で「珍言大賞」を決定した。

- 小田歯科presents COME!噛む!健康LIFE（14:45頃から5分間放送）
  - 桑原やイチローのかかり付け医の1人である小田泰史（兵庫県芦屋市の小田歯科院長）が、桑原・小川→小寺やリスナーから寄せられた歯や口腔に関する疑問に答える事前収録コーナー[36]で、2020年4月1日から放送。桑原・小田の出演による特別番組として同年1月にABCラジオで土曜日の16:30 - 17:00に放送したところ、放送後にリスナーから質問が相次いで寄せられたため、小田歯科の単独提供コーナーとしての放送に至った。
  - 当初は2020年4月（5回）のみ放送する予定だったが、毎年6月4日から10日までの期間が「歯と口の健康週間」に設定されていることなどを踏まえて、実際には放送期間を6月24日まで延長（事実上の「第1シリーズ」）。期間終了後もリスナーから多くの質問が寄せられたことを受けて、同年9月2日から11月25日まで「第2シリーズ」を放送した。なお、「第2シリーズ」の終盤（11月11日・18日・25日放送分）には、小田歯科の副院長（小田の妻）も出演。2021年4月7日から「第3シリーズ」を放送した。
  - 2021年10月改編での「濃縮」前まで当該時間帯に編成していた「遠き山に日は落ちて」（後述するリスナーからの投稿企画）の水曜分については、シリーズの放送期間限定で以下のように対応していた。
    - 第1シリーズの期間中には、前述した「ショーヘー横断ウルトラクイズ」の時間帯で放送。
    - 第2シリーズの期間中には、前述した「ABCうまいものショッピング」（または「ショーヘー横断ウルトラクイズ」）を編成している関係で、14:40頃（2020年10月以降は14:30頃）から直前まで放送。
    - 第3シリーズの期間中には、14:30頃から直前まで放送。「征平の青春思い出リクエスト」を「ショーヘー横断ウルトラクイズ」の時間帯から始めるとともに、2部構成方式で同コーナーの放送枠を拡大している。
- 当番組の放送曜日を水曜日に集約させた2021年9月29日からは、「第4シリーズ」を同年12月22日まで14:40頃に放送。小川が第3シリーズ終了後の9月22日で当番組のパートナーを卒業したことに伴って、第4シリーズからは後任のパートナー（主に小寺）が同席している。また、シリーズが続くにつれて、桑原が小田を放送上「粋甘ファミリーの一員」とみなしている。さらに、2022年3月30日から同年6月29日まで「第5シリーズ」、2022年8月31日から同年11月23日（勤労感謝の日）まで「第6シリーズ」、2023年4月5日から同年7月5日まで「第7シリーズ」、2023年9月6日から同年11月29日まで「第8シリーズ」、2024年2月7日から「第9シリーズ」を上記の時間帯で放送。毎月最終週の放送では、橋詰／小寺→小寺が視聴者から寄せられた質問を紹介しながら、インプラントに関する質疑応答に充てている。ちなみに小田は、「第9シリーズ」開始の前週（2024年1月31日）に放送された「1008秒　ようこそ!粋甘VIPルーム」にも、「第9シリーズ」の告知を兼ねて「VIP」として出演。「第9シリーズ」からは、小田への質問が放送で採用されたリスナーに対して、「桑原征平御用達」と称する小田推奨の歯ブラシを贈るようになった。

- 征平の夏忘れ!思い出&リクエスト
  - 毎年12月31日（大晦日）の夕方からテレビ東京系列（関西地方ではテレビ大阪）で『年忘れにっぽんの歌』が『NHK紅白歌合戦』の裏番組として放送されていることを意識した企画で、2022年に全国高等学校野球選手権大会閉幕後初回（同年は8月24日）の放送で実施。水曜日に「濃縮」してから楽曲がほとんど流れなくなったレギュラー放送から一転して、リスナーから楽曲のリクエストを思い出話と合わせて募ったうえで、その一部を紹介する。この企画を放送する日には、桑原とパートナーが登場するレギュラーコーナーから「井戸端ニュース」と「はぴねすくらぶラジオショッピング」（14時台前半）だけを編成する一方で、残りのコーナーの時間帯をリクエスト曲と思い出話の紹介に充てている。ただし、2023年には放送されていない。

- 聞こえてエンジョイ　ヒヤリングアート
  - 2024年5月8日から、月に1回のペースで13時台の後半に放送。ヒヤリングアート（オーダーメイドの補聴器を専門に扱う株式会社）代表取締役社長の園原裕將をスタジオに迎えたうえで、補聴器の選び方や、オーダーメイドで補聴器を造るプロセスなどを紹介する。
  - 桑原の聴力は、加齢に伴って低下の一途をたどっている。本人はそのことを自覚していなかったが、「当番組や『土曜も全開!!』の本番中に、同じ言葉を共演者やスタッフに聞き返す」という現象が出始めたことを受けて、スタッフからの勧めで補聴器の製造をヒアリングアートに依頼。完成した補聴器を2022年頃から実際に使用しているほか、当番組でも園原を「ようこそ!粋甘VIPルーム」に迎えたり、同社からのインフォマーシャルの原稿を桑原が読んだりしている。
  - 桑原が補聴器の製作を依頼した同社の「豊中補聴器センター」（大阪府豊中市）では、水曜日が定休日にもかかわらず、2024年5月から当番組の放送週に限って水曜日にも営業するようになった。園原によれば、「このコーナーを聴いたリスナーからの問い合わせに応じるための措置」とのことで、本人の出演中は店長が応対しているという。

### 休止中の企画
- 征平の、じゃあ こうしましょ!
  - 新聞や雑誌などで話題になっている問題や流行現象について、桑原がプレゼン形式で自分なりのアイデアを披露するコーナーで、2020年9月30日までは水曜日の14時台前半にレギュラーで放送。桑原自ら数日がかりでプレゼン用の原稿を仕上げる場合もあるが、放送作家の柳田光司（木曜日担当。放送上の通称は「柳田先生」） → 岡内義人（水曜日担当。放送上の通称は「岡ちゃん」「岡内構成者」など）に調査を依頼した結果や、世間で話題になった書籍・雑誌の特集記事の内容を桑原流に紹介するだけの場合が多い。2010年3月までは木曜日のオープニング直後、同年4月から2017年9月までは、水曜日13時台「ABCニュース」の直後に放送されていた。
  - 当コーナーでは、パートナーによるタイトルコールの後[37]、桑原による以下のような口上で始めている。
    - 「批判だけじゃもう古い。僭越ながらこの桑原征平、一歩進んだ提案をさせていただきます。」

  - 桑原は、テーマに応じて、実在しない団体のトップ（「〜委員長」など）を名乗る。また、関西テレビ時代の裏話を披露したり、歴史絵巻になぞらえながらABCラジオのパーソナリティの人間模様を語ったりすることもある。
    - 歴史絵巻になぞらえる時には、『全力投球!!妹尾和夫です』シリーズで妹尾和夫が生放送中に扮するキャラクター・和夫侍に対抗する意味で、「関テレ城をお役御免となりABC幕府にやってきた外様大名・征平侍」と名乗る。

  - 当コーナーの名物企画として、毎年12月に発表される「紅白歌合戦改革案」がある。
    - 「近年視聴率が低迷する『NHK紅白歌合戦』について、桑原・戸谷・柳田が"粋甘最高会議"を開いた」との設定で、同番組の視聴率を回復するためのアイデアを、桑原自身の思い入れを込めて面白おかしく語る企画。桑原と交流がありながら、近年『紅白歌合戦』から遠ざかっている八代亜紀・都はるみの復活出場などを、繰り返し訴えていた。
      - 八代自身も、2016年6月10日の当コーナーに出演していた。当番組への出演はこの時点で2度目だったが、抗MDA5抗体陽性皮膚筋炎（膠原病の一種で指定難病）と急速進行性間質性肺炎の発症に伴う2023年9月からの活動休止を経て、同年12月30日に73歳で急逝。八代の訃報は当番組の2024年初回放送の前日（1月9日）に公表されたため、当番組でも、翌10日[38]に放送された「征平・（小寺）ゆーこの井戸端ニュース」の冒頭で八代への弔意を示した。その際には、八代を「『粋甘』の女神」と紹介したうえで、八代出演時（前述）のアーカイブ音源から本人が『雨の慕情』（代表曲の1つ）のサビを歌った局面の音源を特別に流している。八代は当コーナーが休止されてからもNHKの音楽番組へ頻繁に招かれていて、桑原もその感想を他のコーナーやフリートークで随時述べていたものの、『NHK紅白歌合戦』への八代の復活出場は叶わなかった。

    - 2011年には、（放送上）NHKから企画採用の打診どころか批判すら出ていないことに業を煮やした桑原の発案で、当企画を「征平のひとり紅白歌合戦」に衣替え。12月21日・29日の「征平のコレが来まっせ、来てまっせ」（後述）と同月28日の当コーナーで3回にわたって紹介してから、リスナー投票によって紅組と白組の勝敗を決めることになった。2012年には、12月26日の当コーナー・27日の「コレが来まっせ、来てまっせ」に加えて、2013年1月1日放送の『元旦早々、粋も甘いも 桑原征平です』でも「征平のひとり紅白歌合戦」を放送した。
    - 2014年から2019年までは、基本として12月最終水曜日の当コーナーと、最終木曜日の「コレが来まっせ、来てまっせ」で放送していた。当初は1日目に「紅白改革案」、2日目に「ひとり紅白」という構成を取っていたが、桑原曰く「『NHK紅白歌合戦』はもはや（当企画で）おちょくるに値しなくなった」とのことで、後に「ひとり紅白」へ事実上集約。最終水曜日に放送する場合には小川、最終木曜日に放送する場合には永田も、自身にちなんだ替え歌を披露していた[39]。2018年は、12月最終木曜日に「コレが来まっせ、来てまっせ」で「紅白改革案」、「私は忘れない」で「ひとり紅白」を披露。2019年には、最終水曜日（12月25日）の当コーナーで「ひとり紅白」の前編、最終木曜日（26日）の「コレが来まっせ、来てまっせ」で後編を放送した[40]。
    - 最終放送日が12月31日（木曜日）であった2020年には、当コーナーを10月改編で休止したことに伴って、「征平のひとり紅白歌合戦」を12月31日放送分の「征平のコレが来まっせ、来てまっせ」に組み込んでいる。

  - 上記の企画以外にも、業界用語や京都弁などを数週ずつ五十音順に紹介する「用語辞典」、"街の構成作家・M先生"と呼ばれるヘビーリスナーからの企画案紹介（年2回程度）、お年玉くじが当たった桑原宛の年賀状紹介（抽選会直後の回に放送）を定期的に放送していた。
    - 2018年頃からは、筒井康隆が『現代語裏辞典』（文藝春秋から2016年に初版が刊行された著書）で記していた「現代語」の解釈を、「あ」の項目から順番に取り上げていた。実際には、桑原自身の見解や経験談を交えながら1語ずつ紹介していたため、「か」の項目に入っていた2020年9月30日放送分で中断。翌週（10月7日）以降は、当コーナーの放送枠を「征平の青春思い出リクエスト」（後述）に充てていた。

- 征平のコレが来まっせ、来てまっせ
  - 流行の兆しが見える現象・話題・グッズを桑原流に吟味・紹介したり、新聞・雑誌の記事や書籍の一節を紹介したりするコーナーで、休止前までは木曜日13時台「ABCニュース」の直後に放送。当初は、お昼の生放送らしからぬ大胆なテーマ（童貞川柳など）を堂々と扱ったり、同じテーマ（関西以外の地方で活躍するローカルタレントなど）を数週にわたって取り上げたりすることもあった。
  - 少なくとも2017年以降は、有名な物故者の著書（レギュラー企画として最後に紹介したのは宝島社『野村克也 100の言葉』）に記されている生前の言葉を、数週にわたって取り上げることが多かった。その一方で、新聞・雑誌で報じられた公務員・教師の不祥事や、成人が犯した恥ずかしい事件を扱う企画（当初は「ハレンチ事件簿」→2017年10月以降は「おバカ事件簿」）も随時（「ハレンチ事件簿」時代は年に4回程度、「おバカ事件簿」への改題後は毎月最終週→月に1回）放送していた。
  - 実際には、前日の「じゃあ こうしましょ!」と内容が重なることもあった・両コーナーとも書評（それぞれ別の作品）の連続企画を放送していた2014年7月30・31日には、桑原のミス[41]で内容が入れ替わってしまった。
  - 2013年度までは、桑原と知己のある西川潔（本名が同姓同名である西川きよしとは別人の婦人科医・内科医）が、年に2回のペースで当コーナーへ出演。その場合には、不妊治療などをテーマに、女性リスナーからの相談を受けていた[42]。西川は2014年度以降も同じパターンで当番組へ出演しているが、出演コーナーは「私の通信簿」（2017年度上半期まで）→「征平の1時の一字」（2018年度）→木曜日のオープニング（2019年度）へ移っている。
  - 2021年2月4日から6月17日までは、「征平の、女子アナさんいらっしゃい!／征平の、男性アナウンサーもいらっしゃい!」というシリーズ企画を放送。「おバカ事件簿」については、一時休止扱いで再開に含みを残していた。
    - 「征平の、女子アナさんいらっしゃい!」では、朝日放送→朝日放送テレビの現職・元職女性アナウンサーから、毎週1名が「女子アナさん」として登場（元職のアナウンサーからは関根友実のみ出演）。「なるべく自然体で、時には赤裸々に何でも語っていただこう」というスタンスで、「女子アナさん」の本音に迫っていた。コーナーの最後に、「女子アナさん」が自身の半生から得た「オリジナル格言」を披露することが特徴。
    - 従来の企画から一転して、永田が主に進行。テーマソングは「あなたを・もっと・知りたくて」（薬師丸ひろ子）で、リスナーからも「女子アナさん」への質問を受け付けていた。初回の「女子アナさん」は、2021年10月改編での「濃縮」後からパートナーを務める橋詰で、もう1人のパートナーである小寺も後に出演。2021年4月1日放送分からは趣向を変えずに、「征平の、男性アナウンサーもいらっしゃい!」（男性アナ編）へ移行した。
      - 「男性アナ編」では2021年5月まで、「ファーストシーズン」と称して、朝日放送テレビの男性アナウンサー（主にスポーツ担当）が交互に出演していた。翌6月には「征平の、カンテレアナウンサーさんもいらっしゃい!」（「セカンドシーズン」）と称して、桑原の関西テレビアナウンサー時代の後輩（フリーアナウンサーの馬場鉄志・梅田淳・山本浩之）を招いた[43]（過去の出演者は後掲の「ゲスト一覧」で詳述）。
        - 当初は6月24日まで放送する予定で、氏名を伏せながらも、関西テレビの現職アナウンサーをゲストに迎えることが予告されていた。理由や事情は不明だが、実際には出演に至らなかったため、当初の予定より1週早く17日放送分（ゲストはOBの馬場）で終了。翌週（24日）からは、「征平のなんでもベスト3」の第1位を発表している。

    - 桑原は、当番組の放送枠が「パワフルアフタヌーン」枠へ移動した当初から、番組内の定時ニュース（枠移動当初のタイトルは『ABC朝日ニュース』）の直前で、パートナーによる担当アナウンサー名の紹介に続いて、担当者に関する情報やコメント[44]を（非常時・緊急時を除いて老若男女を問わず）披露。当番組内の定時ニュースが新人アナウンサーの「初鳴き」（放送への本格デビュー）に用いられる場合には、アナウンサーの大先輩（在阪民放局アナの経験者）として激励のコメントを入れていた。水曜日への「濃縮」後は、パートナーの小寺／橋詰（→桂紗綾）が同僚のアナウンサーを紹介する関係で、桑原は紹介の後で「よろしく!」と一声掛けるだけにとどめている。

- 粋甘流行語大賞（水・木曜日の週2日編成だった2019年まで毎年12月の下旬に放送）
  - 桑原が1年間に当番組でたびたび発した固有名詞や特定の人物名・ニックネーム[45]の中からの候補を発表。リスナーからの投票を経たうえで、毎年最終週の放送で大賞を発表する。ただし、出演者や当番組のヘビーリスナーにしか意味の分からない言葉が、候補や大賞に選ばれることが多い。
    - 平成時代（2018年まで）には、第2代プロデューサーの戸谷が、担当番組の変更や人事異動で当番組を離れた後に大賞を3度受賞。2014年に「土佐堀の旦那」[46]、2016年に「トヤンプ大統領」[47]、朝日放送ラジオ制作部長時代の2018年に「制作部長に部下1人」[48]が大賞に選ばれた。

  - 候補作や大賞を発表するコーナーは、年によって異なる[49]。
  - 2020年には、新型コロナウイルス感染拡大などの影響でリスナーからのノミネート件数が例年より少なかったことから、「粋甘珍プレー好プレー2020」として実施。年内の放送の同録音源から番組スタッフが選んだ9つの「珍プレー」[50]を12月23日（水曜日）と24日（木曜日）に発表しただけで、リスナー投票の募集や大賞の選出は見送られた。
  - 水曜日のみの放送に「濃縮」されてからは、「流行語大賞」自体を事実上休止している。
    - 2022年内の最終放送（12月28日）では、「濃縮」を機にパートナーを務めている小寺と桂紗綾が年内に起こった身の上話をトップ5方式で互いに発表する「半径3メートル以内のニュースランキング」を放送することを受けて、リスナーにも「私の半径3メートル以のニュース」というテーマでメッセージを募集。寄せられたメッセージの一部を、ランキング発表の前後に紹介していた。

### 過去

#### 週2日（水・木曜日）放送時代

##### 水・木曜日の共通コーナー
- 花も嵐も
  - 「征平の、一筆啓上」（後述）を母体に、リスナーから喜怒哀楽にまつわる封書を募集。桑原とパートナーが、封書に添えられた手紙を代読していた。
  - 放送日によっては、ゲストを招いてのスタジオトークに差し替え。桑原に縁のある"人生の達人"から、"人生の地獄"を脱出する方法などを聞いた。

- きかなきゃ　ソング・ソング
  - 『ABCパワフルアフタヌーン』枠の共通企画で、2011年3月30日まで放送。当番組では、以下のクイズ企画を日替わりで放送したうえで、翌週の放送で、正解・当選者名・正解率を発表した。
    - 水曜日：「ねぇ?もっとちゃんと聴かせてよ」とのタイトルで、ある曲を4倍速で再生。その曲名をリスナーに当てさせていた。また、4倍速では分からないリスナーへのヒントとして、2倍速とスローでの再生音源も流していた。
    - 木曜日：週1回の放送だった時期から、「この曲を意外な歌手が歌っている」とのテーマで、「新曲クイズ」を出題。毎週1曲を原曲通りの速さ・フルコーラスで流したうえで、その曲を歌う人物の名前をリスナーに当てさせた。放送週のニュース・話題がヒントになりがちで、他曜日に比べて多数の応募があった。

  - 正解したリスナーには、阪神百貨店から提供された季節の果物・野菜を抽選で進呈。同社は、当コーナーの終了後も、エンディングの「キーワードプレゼント」向けに同様の商品を提供している。

- 日本列島ほっと通信（TBSラジオ制作・JRN全国ネットの平日帯番組、『ABCパワフルアフタヌーン』枠の共通コーナーとして14:30頃に放送）
  - 2010年4月の番組改編から、『ABCパワフルアフタヌーン』枠へ内包。2012年3月30日（金曜日）で番組自体が終了したため、当番組では同月29日の放送が最後になった。

- 思い出のヒットパレード（14時台後半）
  - 「きかなきゃ　ソング・ソング」の後を継ぐ『ABCパワフルアフタヌーン』枠の共通企画で、リスナーからのリクエストを基に、リスナーの人生を彩った1曲をメッセージと共に放送。当番組では、水曜日に小川、木曜日に永田が進行していた。
  - 実際には、前述した「日替わりコーナー」を延長したり、当コーナーの放送枠をスポンサー付きの日替わりコーナー（「征平のパパパパーン」など）に充てたりした関係で割愛されることが多かった。後述する「ワタシの、センタク。」のネット受けを木曜日の当該枠で開始したことを機に、2015年1月から休止。

- 遠き山に日は落ちて（14:45頃） 
  - 木曜日から水曜日への放送枠拡大を機に新設されたリスナーからの投稿企画で、開始当初は14時の時報直前に放送。桑原やパートナーと縁のある人物からの暴露めいた嘆きが、リスナーからのメッセージに紛れ込む格好で紹介されていた。以降は、お昼過ぎの生放送番組らしからぬ男女関係のメッセージを、必ず数本紹介していた。ただし、学生の長期休暇期間中の放送に限ってこの種のメッセージを自重しているため、休暇明け直後の放送では桑原がメッセージ紹介やトークで暴走しがちであった。
    - 2017年9月までは、水・木曜日とも、13:40頃に放送されていた。水曜日放送分については、同年10月4日から、放送開始時間を13:50頃に移動。放送枠が3時間に戻った2018年4月改編からは、水曜日は14:45頃、木曜日は13:35頃に放送。2020年10月改編からは木曜日も14:45頃に移動したが、水曜日への「濃縮」と小川・永田のアシスタント卒業を機に、2021年9月23日（木曜日）放送分で終了した。

  - タイトルと同名の童謡をBGMに、リスナーから届いた日常生活でのつぶやきや嘆き（時には当番組や『征平・吉弥の土曜も全開!!』など関連番組、およびそれらの出演者に対してのツッコミやタレコミ情報も）を、桑原とパートナーが交互に3通ずつ[51]紹介する。紹介のたびに、桑原とパートナーが声を揃えて「あ〜ぁ…」と嘆くことが特徴。
  - 長年にわたってABCラジオの番組に出演している高野あさおを「ホワイトタンク」と称しながら、彼女に関する投稿を取り上げることも多く[52]、桂吉弥や梅田淳（かつては『武田和歌子のぴたっと。』でアシスタントを務めていた井之上チャル）に関する投稿が取り上げられることもあった。
  - 水・木曜日とも放送されていた時期には、以下の特徴やハプニングがあった。
    - 水曜日で桑原のパートナーを務めていた小川は、可愛らしい声色の持ち主であることから、（主に言い間違いによる）際どい台詞が入った投稿を読まされることが多かった。
    - 水曜日と木曜日に全く同じ投稿が採用されることは滅多にない（あってはならない）が、水曜日開始以来2回（2014年と2019年）あった。直近では2019年3月14日（木曜日）と3月20日（水曜日）に同一の投稿が永田と小川により読まれたことが、3月26日の『よなよな…』火曜日のリスナー投稿コーナー「よなよなBPO」で紹介された。

##### 日替わりコーナー

###### 水曜日
- 恵理子の、私もしゃべりたい（14時台） 
  - 「征平の、私は忘れない」への高い人気にあやかる格好で、水曜日への放送枠拡大を機に新設。小川が自身の近況、これまでの出演番組であまり披露しなかった人生経験、所属する松竹芸能の芸人とのエピソードなどを語った。
  - 冒頭では、小川によるタイトルコールとともに、「私は忘れない」（「征平の、私は忘れない」のオープニングテーマに使っている岡崎友紀の楽曲）を1番のサビ前まで放送。その後、「ピンク・タイフーン (In The Navy)」（ピンク・レディーの楽曲）に切り替わってから、桑原が以下の口上を述べていた。
    - 「越前は福井県鯖江で生まれて、はや40ウン年。松竹芸能の最終兵器で、アシスタント・クイーンとして君臨してきた小川恵理子が、満を持して念願の独り立ち。1週間たっぷり時間をかけて構築してきた興味深いお話を、じっくり披露していただきます。題して『恵理子の、私もしゃべりたい』」

  - 放送中に複数のゲストを迎える週には、当コーナーの放送を休止。「花も嵐もPart2」として、『花も嵐も』とは別のゲストとのトークに差し替えていた。

- 私の通信簿（14時台前半） 
  - 2010年10月5日から2017年9月27日まで放送。放送週によって、以下のパターンを使い分けていた。
    - （1）スタジオにゲストを招いたうえで、半生や近況を紹介するパターン。当初は、「通信簿」というタイトルに沿って、最後にゲストが自身の半生に点数を付ける趣向になっていた。ゲストには、ある決まった時期に出演する人物もいる[53]。
    - （2）小川が自身の近況・人生経験を語るパターン。2012年には「吉本百年物語」（吉本興業の舞台公演）にちなんで、小川が松竹芸能所属後のタレント活動を振り返るシリーズ企画として、「恵理子の松竹二十五年物語」（「二十五年」は放送時点での小川の活動年数）を放送した。
    - （3）リスナーから届いた詩や意味深長な歌詞・メッセージを、小川が朗読するパターン。中盤からはほとんど放送されていない。
    - （4）ニュースサイトに掲載されたハウツーを、小川の実体験を交えながら紹介するパターン。

  - （1）（2）の場合には、ゲスト（または小川）が語った半生について、桑原の判断で付けた点数を最後に発表。（3）の場合にも、朗読の内容について、桑原が独自に点数を付けるようになっていた。ただし実際には、桑原が採点を忘れることが多いため、途中からは点数を付けないままコーナーを終えるようになった。
  - （2）のケースは、（1）での放送が多いせいか内容を失念した（もしくは聴いてない）リスナーのために小川が話の本筋に入る前にあらすじを説明するが、それが長すぎたために本筋に入る前にコーナーが終わってしまった回もあった[54]。
  - 2012年5月30日から2013年3月27日までは、毎月最終週限定の企画として、桑原との付き合いが長いギタリストのクロード・チアリをゲストに迎えて「お悩み解決SONG SHOW」を放送。人生経験が豊かな桑原・チアリが、放送中にリスナーから寄せられた悩みに答えた後で、チアリがギターで1曲を演奏していた。
  - 2014年に入ってからは、（1）が月1回程度に減少。その一方で、毎月最終週には、「粋甘恋愛相談室」（"男女関係研究所所長・征平先生"こと桑原が恋愛にまつわるリスナーからの相談に応じる企画）を放送していた。
  - 2015年に入ってからは、（4）に替わる月1回放送の企画として、「粋甘リスナー名言」（月替わりのテーマでリスナーから募集した「名言」を紹介する企画）を放送。小川も、コーナーの最後に自分なりの「名言」を披露している。なお、この企画を始めてからは、基本として（2）→「粋甘リスナー名言」→（1）→「粋甘恋愛相談室」というローテーションを組んでいた。
  - 2016年9月から2017年9月までは、ゲストを招かない週や「粋甘恋愛相談室」を放送しない週に、「昭和の一文字」というリスナー参加企画を開始。昭和のある年（昭和～年）の思い出話をリスナーから募集したうえで、桑原と小川が自身の思い出話と共に披露する。さらに、投稿した話が紹介されたリスナーへのプレゼント用に、桑原が「当該年を象徴する」と感じた漢字一文字を紙に書く。最後に、女性スタッフの声で数字を読み上げる「昭和ルーレット」を桑原が回すことによって、次回の放送で取り上げる年を決めていた。
  - 2017年10月のリニューアルで終了したが、「粋甘恋愛相談室」は「戦慄のファイル 昼ドロ」、「昭和の一文字」とゲストトークは「征平の1時の一字」に発展している。

- 粋甘流☆美女と野獣　→　粋甘流☆美女と野獣NEO（13時の時報明け→13時台後半） 
  - タイトルコール上の名称は「ウケるスベるは時の運! 送って笑おう 粋甘流☆美女と野獣（NEO）」。リスナーからの投稿をランダムにつなぎ合わせながら、番組オリジナルの言葉・キャッチフレーズ・川柳・俳句・替え歌などを作り上げる"出会い頭企画"で、2010年10月5日から放送。同年12月末までは、木曜日にも放送されていた。さらに、2011年1月から2017年9月までは、水曜日13時の時報明けに放送。
  - リスナーは、月替りのテーマ（「『粋も甘いも』を超える当番組のタイトルは?」など。「（元ネタ）っぽい〇〇は?」というパターンが多い）に沿った1つの言葉を、小川率いる「美女チーム」か桑原率いる「野獣チーム」のどちらかへ投稿。レギュラー陣はその中から、「美女チーム」に寄せられた"上の句"と「野獣チーム」に集まった"下の句"を、それぞれ1語ずつ発表し合う。リスナーから投稿された言葉は、桑原と小川に分からないように伏せられていて、毎回の発表直前に発表者がランダムに選んでいる。
  - チーム単位で競い合うのではなく、見ず知らずのリスナーからの言葉を単純につなげたうえで、出来上がった言葉のうまさ・インパクト・意外性を楽しむ趣向。番組スタッフは、数種類の効果音[55]を鳴らし分けながら、出来上がった言葉のうまさや面白さを評価する。桑原が出来上がった言葉に対して適当に解釈を入れつつ、最後に、レギュラー陣が「最も面白い」と感じた言葉を"トップ賞"に選出（桑原と小川で考えが一致しなかった場合はジャンケンで決める）。トップ賞の"上の句"と"下の句"に当たる言葉を投稿したリスナーには、"奇跡の2人"と称して、桑原と小川のサイン入り生写真を進呈していた。
  - 毎月最終週の放送では、各週のトップ賞から"月間MVP"を選出（桑原、小川、番組スタッフの挙手で決める）。2017年6月までは月間MVPの"上の句"と"下の句"に当たる言葉を投稿したリスナーには、かつてのスポンサーであった森井食品の商品セット「もり井のこれ、なんや?便」を進呈していた。
  - 2017年7月5日からコーナータイトルを「粋甘流☆美女と野獣NEO」に改称したが、"月間MVP"の賞品を変更しただけで、上記の構成を継承している。同年10月4日放送分からは、放送時間を当時放送されていた「ばんざいわかさ」（後述）の直後に移動する一方で、トップ賞・月間MVPを選出しなくなった（後にトップ賞のみ復活）。
  - 中邨の冠番組である『サクサク土曜日 中邨雄二です』でも、2019年4月から、当コーナーと同じ趣旨による「9時川」（くじせん、川柳の「上の句」と「下の句」をお題にリスナーから「中の句」の投稿を募る出会い頭企画）を毎週放送している。
  - 2016年秋頃より、ABCラジオの番組出演者やスタッフなどが、ネタの前フリに友情出演（下記一覧参照）[56]。毎月最初の放送では、桑原と小川に声の主の正体が知らされていないため、2人が声の主を推測するやり取りがネタの合間に入っていた。
  - 最終月（2021年9月）では、「仰げば尊し」の替え歌に仕立てることを前提にリスナーから投稿を受け付けた。ただし、原曲の前フリを改変していないため、下記のような友情出演者の音源ではなく、ひばり児童合唱団による合唱の音源から出題している。

- 征平のパパパパーン（14時台中盤）
  - 神戸屋の1社提供コーナーとして、2014年9月3日から2019年2月27日まで放送。コーナータイトルは、同社の主力商品であるパンに、テーマソングであるベートーベン作曲の「運命」（交響曲第5番）（厳密にはディスコ調アレンジの「運命'76」）冒頭のメロディーの音感を重ねている。
  - 当コーナーでは、「パン」と「運命」にまつわる企画を随時放送。「思い出のパン」「人生における運命的な出会い」（主に第3週に放送）、「パンをおいしく食べられるレシピ」（主に最終週に放送）といったテーマでリスナーからメッセージを募集するとともに、その一部を紹介した。他には「パン博士」と称する神戸屋の社員が自社商品情報を伝える企画（主に第1週）や、「食パンに乗せると美味しい」とされるレシピを対戦させるリスナー投稿企画「食パンロッキー」[73]（主に第2週）が放送されていた。

- ばんざいわかさ（13:30頃から5分間） 
  - 「ヤングなわかさ」[74]をキャッチフレーズに掲げた一般社団法人・若狭湾観光連盟単独提供のコーナーで、若狭（福井県南部の嶺南地方）の魅力を伝えることを目的に、2017年7月5日から11月8日まで放送。嶺北地方（同県鯖江市）出身の小川が現地の方言（福井弁）で進行しながら、電話を通じて、現地で特産品の製造などに携わる人に「ヤングな若狭」の魅力を訊いた。さらに、希望するリスナーから抽選で若干名に、電話への出演者にちなんだ「若狭路プレゼント」（若狭の特産品など）を進呈。
  - コーナー設置のきっかけは、小川が高校時代の同級生である県職員とFacebookで繋がったことによるもので、2017年2月のABC訪問を経て[75]、約5ヶ月後のコーナー開始に至った。 最終回では同級生がスタジオにゲスト出演した[76]。
  - なお、全国高等学校野球選手権大会期間中は、本編の短縮放送を実施する場合でも当コーナーを休止していた。

- 征平の1時の一字（13時台「ABCニュース」の直後）
  - 2017年10月4日から開始したコーナーで、2016年9月から1年間にわたって「私の通信簿」（14時台）の月替わり企画として放送していた「昭和の一文字」（前述）を、レギュラーコーナーとしてリニューアル。毎回テーマを設けたうえで、リスナーからのメッセージを交えながら、そのテーマにまつわるエピソードを桑原が披露する。最後に、テーマを象徴する1文字の漢字を桑原が発表することによって、コーナーを締めくくる。開始当初、テーマソングは「これが私の生きる道」（PUFFY）が使われていた。
  - 2017年10月25日放送分では真弓明信（ABCプロ野球解説者）がゲスト出演（前週の当コーナーエンディングでテーマが真弓本人であることを告知）[77]。この出演を機に、ゲストコーナーという要素を「私の通信簿」から継承する格好で、ゲストを随時迎えている（6・12月以外は基本として最終週）。
  - 最終回では、パートナーを卒業する小川にちなんで、小川の愛称でもある「えり」をテーマに設定した。

- 桑原征平 昇天へのカウントダウン（14:30前後）
  - 2019年9月13日（金曜日）開催の「桑原征平生前葬～甦生（よみがえり）の儀～」と連動したコーナー。当番組と『土曜も全開!!』の合同プロジェクトとして開催したため、当番組では生前葬プロジェクトを最初に発表した6月26日（水曜日）から水・木曜日の14:30前後、『土曜も全開!!』では同年6月29日から11:30前後に放送[78]。
  - 生前葬直前（当番組では2019年9月12日＝木曜日放送分）までは、プロジェクトの進捗状況や決定事項を、桑原自身が随時発表。また、生前葬の企画や招待客などに関するリクエストを、リスナーから募集した。
    - ABCラジオでは、生前葬チケットの電話予約受付を終日実施していた2019年7月25日（木曜日）に、「桑原征平のABCラジオ1日ジャック」を企画。当日の桑原は、当番組への出演にとどまらず、電話予約の告知を兼ねて他の生ワイド番組（『おはようパーソナリティ道上洋三です』『ドッキリ!ハッキリ!三代澤康司です』『武田和歌子のぴたっと。』『よなよな…』）にも登場した。ちなみに、道上は昼の部、三代澤は夜の部で「葬儀委員長」を務めた。
    - 2019年の8月中旬までに「桑原征平生前葬」のチケットが昼夜の部とも完売したことから、同月21日（水曜日）放送分からは、「弔電グランプリ」を開催。「生前葬に向けて桑原に弔電を贈る」という設定の下に、リスナーから桑原へのメッセージを募集したうえで、その一部を紹介していた。

  - 生前葬のダイジェスト番組（特番）がABCラジオで2019年9月29日（日曜日）の19:00 - 21:00に生放送で編成されることが当コーナーの放送期間中に決まったため、実際には当コーナーの放送期間を特番の直前（当番組では26日＝木曜日放送分）まで延長。『土曜も全開!!』では『桑原征平生前葬 昇天特番へのカウントダウン』と改題したうえで「弔電」の紹介を続けていたが、当番組では事実上、生前葬のスポンサー企業の代表者をスタジオに迎えてのインフォマーシャルに充てていた。

- 征平の青春思い出リクエスト（14時台前半）
  - 2020年8月13日（木曜日）の14時台後半（「征平の、私は忘れない」の直後）で放送された特別企画を、同年10月7日から水曜放送分でレギュラー化。桑原にとって思い入れの深い楽曲から、1回につき2～3曲を、関連するエピソードと共にワンコーラスずつ流した。あくまでも桑原からのリクエストだけによる企画で、楽曲のレコードが発売された時期の『朝日新聞』大阪本社発行版朝刊（プロデューサーの東浦が手配したコピー）の1面やスポーツ面から記事の概要、番組表から目に付いた番組（当時朝日放送で制作・編成していたテレビ・ラジオ番組など）の名称も自ら紹介している。
  - 桑原からのリクエスト曲の総数が「節目」（100曲）へ達したことに加えて、2021年10月改編での「濃縮」によって「征平の、私は忘れない」の放送枠を水曜日の14時台前半に移動させることから、同年9月22日放送分で終了。最後に紹介した曲は、森進一が1987年に発表した「悲しいけれど」（作詞：荒木とよひさ、作詞：三木たかし）だった。

###### 木曜日
- 温泉三者面談
  - 月曜日での放送開始から、木曜日移行後の2008年3月まで放送。温泉好きを自認する桑原が、過去の取材・入浴経験を基に、全国各地の温泉情報を詳しく紹介した。テーマ曲は「温泉小唄」（歌唱：二宮ゆき子）。木曜日では14時台の後半に放送していたが、「過去に訪れた温泉を語り尽くした」という理由で休止。2016年1月から3月3日までの木曜日には、「征平の、私は忘れない」内で、事実上の復活企画として「温泉こそ我が命」（関西地方を中心にお勧めの温泉を紹介するシリーズ）を放送していた。

- かい枝の挑戦 ただいまアメリカ横断中（14時台後半）
  - 「温泉三者面談」の後継コーナーとして、2008年4月から同年9月まで、大阪樟蔭女子大学の協賛で放送。当時文化庁の文化交流使としてアメリカに派遣されていた桂かい枝と、電話を通じて現地での近況などを聞いた。

- 征平の、一筆啓上（14時台後半）
  - 「かい枝の挑戦　ただいまアメリカ横断中」の後継コーナーとして、2008年10月から2009年3月まで放送。リスナーから喜怒哀楽にまつわる手紙を募集したうえで、毎週1〜2通のペースで、桑原と永田が手紙を代読していた。ただし、放送週によっては休止することがあった。

- もり井のふるさと便（14時過ぎ）
  - 木曜日での放送開始後から2008年6月5日まで、森井食品（当時の隔週スポンサー）によるプレゼントコーナーとしてレギュラーで放送。毎週10名分の当選枠に対して、1,000通を超える応募があった。
  - コーナータイトルは、森井食品がプレゼント用に提供していた商品セットの名称に由来。同社は後継セットに当たる「もり井のこれ何や便」を、「粋甘流☆美女と野獣」の月間MVP（前述）や「ABCラジオ スペシャルウィーク」向けのリスナープレゼントとして提供していた。

- 関西人の常識2010（13時の時報明け）
  - 2010年4月から12月末まで放送。「関西人の常識を民俗的見地から調査する」との名目で、関西地方在住・出身のリスナーに向けて、毎週"研究テーマ"（「お好み焼の具材と言えば?」など）を提示。そのテーマに関するリスナーからのメッセージを基に、いずれも関西出身の桑原と永田でトークを展開していた。
  - コーナーの最後には、メッセージが多かった回答をベスト3形式で紹介。最も多かった回答については、メッセージの件数も紹介したうえで、（放送上）「関西人の常識」と認定した。
  - 2010年5月頃までは、13時の時報明けに放送していた。以降は、オープニングでテーマを発表したうえで、生放送中に随時メッセージを紹介。エンディング近くでベスト3を発表していた。

以下のコーナーは、水曜日への放送枠拡大を機に新設。2010年9月末まで放送された。同年10月以降は、事実上「私の通信簿」に引き継がれている。
- 東和薬品Presents ワタシの、センタク。（ニッポン放送制作、2015年1月8日から同年9月24日まで14:30頃に内包）
  - 2014年11月から『上柳昌彦・山瀬まみ ごごばん!フライデースペシャル』[79]（ニッポン放送）内で流れていた南こうせつ出演の事前収録コーナーを、ABCラジオ・STVラジオ・CBCラジオ・RKBラジオへのネット番組[80]に衣替えしたことを機に、「私は忘れない」の直後で放送していた[81]。
  - 当番組では、こうせつが単独で出演するネットパート（収録音源）と、当番組スタジオからの生放送パート（ABCの自社制作）で構成。生放送パートにネットパートを内包させたうえで、桑原が「人生の選択」に関する自身の体験談や、こうせつがネットパートで紹介していた体験談への感想を手短に述べることによって、コーナーを締めくくっていた[82]。番組自体が2015年9月で終了することから、『粋甘』では同月24日放送分で内包を終了。翌週（10月1日放送分）からは、放送枠を前述の「しりとりリクエスト」に充てている。
  - 2015年6月10日（水曜日）の夜（『粋甘』の本番終了後）には、朝日放送本社敷地内のABCホールで、50組100名のリスナーを招いて当コーナーの公開収録を実施。こうせつに加えて、当番組から桑原と永田が出演した。この模様は、同月20日（土曜日）の21:05 - 22:00に、『東和薬品プレゼンツ 桑原征平 粋も甘いも 「ワタシの、センタク。」スペシャル』という特別番組として関西ローカルで放送されている[83]。

- しりとりリクエスト（14:30頃）
  - 前述した「ワタシの、センタク。」の放送枠を引き継ぐ格好で、2015年10月1日から開始。タイトルが「あ」で始まる楽曲を皮切りに、「ん」で終わる楽曲を除いて、しりとり形式でタイトルが続く楽曲のリクエストを毎回リスナーから募集。寄せられたリクエスト曲から、毎週1曲をフルコーラスで流していた。
  - ABCラジオでは、『慶元まさ美のおはようパートナー』（平日早朝の生ワイド番組）でも、2014年3月3日（月曜日）放送分から1年にわたって全曜日の共通企画として放送。同番組では、2014年の最終放送（12月31日）にタイトルが「ん」で終わる楽曲を流した後に、2015年最初の放送（1月5日）に「あ」で始まる楽曲から企画を再開していた[84]。当番組でも、2017年6月8日放送分を最後に休止。

- テレビ怒りの鉄拳（13時の時報明け） 
  - 放送日の直近に在阪テレビ局が関西地方で流した番組のうち1つを、「テレビ業界歴42年・テレビ視聴歴60年[85]・自他とも認めるテレビのプロ」という桑原を中心に批評するコーナー。
  - 2010年4月から1ヶ月ほど放送。当時は、桑原が独自の感想・見解を述べるだけだった。2011年1月6日の放送から、「テレビ怒りの鉄拳 あなたもテレビモニター」[86]のタイトルで復活。桑原が番組評を披露するだけではなく、毎回「課題番組」を1つ設定したうえで、その番組に関する感想・意見・ツッコミをリスナーから受け付けていた。ただし、実際の放送では桑原の番組評に終始しがちなため、リスナーからの感想・意見・ツッコミが読まれることは皆無に近かった。
  - 桑原は、当コーナーの復活を機に、（古巣である）テレビ業界へ愛の鞭を振るう意味で「ピシッ!」という擬音をたびたび発声。13時台前半の放送にもかかわらず、桑原と永田がSMを連想させるやり取りを擬音で毎回展開していた[87]。その一方で、課題番組のみならず、同じ時間帯に地上波で放送された（基本としてNHK Eテレ以外[88]の）在阪テレビ全局の番組の視聴率と順位も必ず紹介していた。
  - 「課題番組」は、大河ドラマの新作（毎年1月1週目）・連続テレビ小説の新作（4月・10月の1週目、いずれもNHK総合テレビ制作）から、関西テレビで桑原の後輩が制作に携わる関西ローカルの番組にまで及んでいた。また、全国高等学校野球選手権大会中継期間直後の放送では、その中継を取り上げることもあった。ただし、それ以外に朝日放送（ABCテレビ）が制作する番組、平日の午後帯に放送されている番組、クイズ番組が「課題番組」になることはほとんどなかった。
  - 2020年1月23日放送分では、林宏司の脚本による『トップナイフ-天才脳外科医の条件-』（日本テレビ制作のテレビドラマ版）を取り上げたことから、桑原と面識のある林が自身の希望で当コーナーに電話で出演した。
  - 再開後は9年9ヶ月にわたって放送されてきたが、番組全体のプチリニューアルに伴って、2020年10月1日放送分で終了。最後の課題番組は、『キングオブコント2020』（TBSテレビの制作による全国向けの生中継で同年9月26日＝土曜日に毎日放送で同時ネット）であった。
    - ちなみに桑原は、2020年に自宅から出演していた頃から、放送日までの1週間に自宅での視聴を通じて感銘を受けたテレビ番組（特に衛星放送のドキュメンタリー）を水・木曜日のオープニングで数本紹介する場合がある。その場合には、当コーナーのような批評を交えずに、番組のポイントと感想を述べている。

以下のコーナーはいずれも、木曜放送分の最終回（2021年9月23日）まで放送。
- 粋甘AIニュース　月火水木（13時の時報明け）
  - 2021年4月1日から放送。放送週の月曜日から木曜日までに報じられたニュースの一部を、「AIで合成した」とされる音声で曜日別に1本ずつ紹介したうえで、桑原と永田がトークを展開していた。
  - 男声で月・火曜分、女声で水・木曜分のニュースを紹介。ニュースについては、「征平の、井戸端ニュース! 本日も反省の色なし」と重複するトピックから、桑原が愛読する『朝日新聞』以外の新聞に掲載された記事にまで及んでいた。

- 桑原家の一族（13時の時報明け→14:40頃→13時台の後半） 
  - リスナーから「家族をめぐるおどろおどろしい話（不幸な実話）」を募集したうえで、その一部を紹介するコーナーとして2020年10月8日から放送を開始。タイトルに「桑原家」が入っているが、『犬神家の一族』のパロディに過ぎず、「桑原」以外の苗字のリスナーからも投稿を受け付けている。2021年3月25日までは13時の時報明けに編成されていたが、同年4月1日から14:40頃に移動。2021年6月24日からは、「遠き山に日は落ちて&桑原家の一族」というセット企画として、13時台の後半に放送していた。
  - 『犬神家の一族』の映像（映画・テレビドラマ）版を連想させる演出が随所に盛り込まれていて、オープニングでは、和沙哲郎（朝日放送出身のフリーアナウンサーで大阪芸術大学における桑原の後任教授）が映像版のナレーション風に吹き込んだ前口上の音源を流している。また、永田がリスナーからの投稿内容を読み上げるたびに、「愛のバラード」（1976年公開の映画版テーマソング）をBGMに使用。永田は、『犬神家の一族』の決まり文句（「金田一さん、事件です!」）にちなんで「征平さん、事件です!」という口上を皮切りに投稿内容を紹介していた。

- 征平通信（14:35頃）
  - 桑原が2018年3月まで木曜日のオープニングで披露していた「21（トゥエンティ・ワン）トーク」（水曜日の当番組本番終了後から木曜日の当番組本番開始までの21時間に遭遇した出来事についてのトーク）を、コーナーとして独立。桑原が定期的に立ち寄っている「征平商店街」（朝日放送本社の北側にある商店街の当番組における通称）での店主とのやり取りや、「シレーナ」（関西テレビのアナウンサー時代から通い詰めているJR天満駅前のイタリアンレストラン）に置いている「征平ノート」（当番組リスナーや桑原の知人からのメッセージが記されたノート）の内容を紹介することが多かった。
  - 桑原は水曜日にも「征平ノート」のメッセージを随時紹介していたが、2021年10月改編での「濃縮」を前に、同年9月15日（水曜日）放送分で当番組内での紹介を終了した。

#### 週1日（水曜日）放送への「濃縮」後
- ゆーこのちょっと聞いて下さい（オープニングパート中）
  - 「ゆーこ」（小寺右子／橋詰優子）が放送直前までの身の上話を桑原に聞かせるミニコーナーで、桑原がメインのオープニングトークに続いて放送。このコーナーでの話を基に、当日リスナーから募集するメッセージのテーマを発表していた。

- ええもん、黒門、200年（14:30前後）
  - 黒門市場（大阪市浪速区）が開場200周年を迎えた2022年に、「いい（11）市場（18）」との語呂合わせから11月18日が「黒門市場の日」として日本記念日協会に登録されたことを受けて、同月16日から12月7日まで「粋甘　90秒の手紙」に代わって14時台の後半に編成。かねてから年末に展開している黒門市場とのコラボレーション企画から発展した期間限定コーナーで、放送前に場内で収録した桑原から店主へのインタビュー音源を交えながら、場内のお買い得情報や場内で開催予定のイベント情報を伝えていた[89]。ちなみに、放送終了翌週（12月14日）の「粋甘　VIPルーム」には、黒門市場で営業中の店舗から2名の代表者が「VIP」として出演。
  - 朝日放送ラジオでは、2022年12月分のタイムテーブルの発行に際して、本社受付と黒門市場内の店舗限定で配布する「特別版」を通常版と別に製作。市場内で撮影した桑原の写真を、「特別版」の表紙に採用していた。

- 粋甘　90秒の手紙（14:35頃）
  - 桑原にとって「娘」の世代に当たる小寺／橋詰（2人とも休演する場合には代演者）が、直筆の手紙をおよそ90秒で朗読していた。
  - 2022年12月までは、桑原に対する本気のアドバイスや要望を綴った手紙を主に朗読。ただし、小寺の手紙には亡き実父との思い出話が盛り込まれることが多く、本人がその手紙を涙ながらに読むことも相次いでいた。2023年1月からは、パートナーを問わず、身の上話を綴った手紙を読む趣向に変更。
  - 朝日放送テレビが新卒扱いでアナウンサー（新人アナウンサー）を採用した年には、福戸あやと平野康太郎を採用した2022年から、当番組内の『ABCニュース』を「初鳴き（新人アナウンサーによる正式な番組デビュー）の場」に再び活用。さらに、「初鳴き」を終えたばかりの新人アナウンサーを、このコーナーで改めて紹介している。ちなみに、小寺は当番組のパートナーを務める前から、新人アナウンサー（2022年には福戸）へのアナウンス研修を担当。
  - 2023年度の初回（2023年4月5日放送分）には、2022年から朝日放送テレビを休職している橋詰からの「90秒の手紙」（事前に収録したメッセージ音源）を、桑原へのサプライズ企画として放送。この音源では、橋詰が自宅での近況を語る一方で、（放送の時点で復職の時期は未定ながら）復職後に当番組への出演を再開する意向を示していた。以降も、橋詰が復職を経てスタジオへの出演を再開するまでは、本人の自宅で収録された「手紙」を随時放送。橋詰がパートナーに復帰した後も、2023年9月27日まで放送されていた。

## 特別企画・特別番組

### コラボレーション商品の開発・販売
当番組では、期間・地域限定での発売を前提に、2008年から2016年までサークルKサンクスとのコラボレーションで桑原の思い出にまつわるオリジナル食品を企画。発売期間中には、ABCラジオ限定で桑原出演のCMを放送するほか、『征平・吉弥の土曜も全開!!』内で同チェーン加盟店からの中継を実施していた。
商品のメニューは、弁当を中心に構成。いずれの年のメニューにも、桑原の要望で、だし巻き卵と漬物を弁当に必ず添えている。

#### 桑原征平人生劇場 思い出の○○弁当
2008〜2010年度には、「桑原征平人生劇場 思い出の○○弁当」を企画したうえで、関西地区・徳島県内のサークルKサンクス限定商品として1箱595円（定価・税込）で販売。ラジオ番組のコラボレーション企画で誕生した地域・期間限定発売の弁当としては、出色の売り上げを記録した。
- 2008年度：桑原征平人生劇場 思い出のだし巻き弁当
  - 2008年4月29日から5月12日にかけて発売。湯葉入りのだし巻き卵を中心に、紅しょうが入りのかまぼこ、コロッケ、さばの塩焼き、しば漬けなどでおかずを構成した。また、桑原が同行する日帰り温泉バスツアーへの応募券を、弁当の蓋に添付。応募券を貼ったハガキを郵送すれば、抽選でツアーに参加できるようになっていた。
  - 「友人のおばちゃんが作ってくれた“湯葉入りだし巻き”に感激した」という高校時代の思い出話を基に、同年2月に番組内で企画を発表。だし巻き以外の弁当の内容や名称などについて、リスナーからアイデアを募った。
  - 発売期間が2週間であったにもかかわらず、売り上げ個数は約14万個であった。[91]
- 2009年度：続・桑原征平人生劇場 思い出のおにぎり弁当
  - 2009年5月12日から23日にかけて発売。海苔で巻いた三角おにぎりを中心に、だし巻き卵、焼きうどん、お好み焼き、魚の練り物、菜っ葉のおひたし、黒豆、ごぼうの煮物でおかずを構成した。また、桑原が絶賛するブラザーソース（神戸で有名な地ソース）の小袋を入れたほか、前年度と同様に温泉バスツアーへの応募券も添付した。
  - 「年に1回家族で海水浴に行った時に食べた“海苔でぐるぐるに巻いたおにぎり”の味が忘れられない」という少年時代の思い出話を基に、前年度と同じくリスナーからアイデアを募集。前年度の売り上げ実績を基に、初めて予約販売を実施した。[92]
  - 発売期間中には、発売地域の一部で新型インフルエンザの集団感染が発覚した影響で、売り上げの低迷が懸念された。しかし、予約販売件数が予想を大きく上回ったこともあって、約13万個の売り上げを達成した。[93]
- 2010年度：桑原征平人生劇場完結編 思い出のすきやき弁当
  - 2010年6月17日から30日にかけて発売。すき焼き、桑原にとって「おふくろの味」に当たる塩昆布、過去2回とも好評だっただし巻き卵などを入れていた。また、前年度に続いて、予約販売を実施。発売期間が梅雨時と重なったにもかかわらず、11万1,885個を売り上げた[94]。
  - 桑原は、「あえて退路を断つ」として、今年度の弁当を「完結編」にすると宣言した。2010年4月の放送からは、「番組発で平成のスキヤキソングを作る」と銘打って、キャンペーンソングの詞やメロディーをリスナーから募集。プロのミュージシャンによる編曲と、番組で結成するスペシャルバンド「桑原征平と粋甘オールスターズ」による歌唱・演奏を経て、同曲のCDを枚数限定で制作した[95]。ちなみに、桑原が楽曲のレコーディングに臨んだのは、関西テレビ時代を含めてもこの時が初めてである。

#### 桑原征平の粋甘食堂
2011年には、サークルKサンクス側から桑原への提案を基に、丼物メニューの開発を計画。同年5月中旬の発売を目標に、生鯖や（丼物の定番である）豚肉・鶏肉を食べられない桑原の嗜好を踏まえながら、リスナーから丼のレシピや具材のアイデアを募集した。4月7日（木曜日）の放送では、そのアイデアを踏まえて試作した2種類の丼（海老天とじ丼・牛しぐれ丼）について、大阪ビジネスパーク内にある同社の1店舗限定で有料のサンプリングを実施。前述のサンプリングで購入者からの反応が良かった海老天とじ丼に、架空の食堂である「粋甘食堂」というブランド名を冠したうえで、「桑原征平の粋甘食堂 店主のこだわり 海老天とじ丼」として発売することを決めた。桑原曰く「大衆食堂のイメージで作った」という丼で、1個498円（定価・税込）。関西地区（和歌山県では和歌山・橋本・岩出・紀の川の各市内のみ、兵庫県では店舗のない淡路島内を除く）と徳島・香川・岡山県内の店舗で、2011年5月10日（火曜日）から23日（月曜日）までの2週間発売。牛しぐれ丼についても、同月17日（火曜日）から23日までの1週間限定で、「桑原征平の粋甘食堂 わがまま牛しぐれ丼」として上記エリアの店舗にて1個498円（定価・税込）で併売した。なお、発売期間中の総売上個数は17万6,981個で、「思い出の弁当」シリーズを大きく上回った。
2012年には、5月8日（火曜日）から21日（月曜日）まで、「粋甘食堂」ブランドによる商品の第2弾「イケイケどん丼 炭火牛焼肉丼」（1個500円）を2011年と同じエリアで発売。同時に、初めての麺メニューとして、「嗚呼、幸せ ぶっかけうどん」を販売した。この第2弾では、桑原・永田・小川が参加する日帰り温泉旅行への招待に加えて、桑原のイラスト入りカトラリーセットのプレゼントを実施。発売期間中の総売上個数は、18万1,179個に達した。
2013年には、「粋甘食堂」ブランド商品の第3弾として、桑原の69歳の誕生日に当たる5月14日（火曜日）から同月27日（月曜日）まで「わが青春のお好みビフテキ重」（1個498円）と「人生しみじみ練り天うどん」（1個398円）を発売。売上総数の目標を過去最多の20万食に設定したうえで、販売地域を和歌山県・三重県全域のサークルKサンクス店舗にも拡大したが、累計売上個数は16万5,727個にとどまった。ちなみに桑原は、この結果を受けて、唐揚げであれば鶏肉を食べられることを告白。2014年に「粋甘食堂」の販売を継続する場合には、鶏肉の唐揚げを入れたメニューで、捲土重来を期すことを宣言した。
2014年には、前年の宣言を基に、桑原のアイデアだけでメニューを開発。5月13日（火曜日）から同月26日（月曜日）まで、「人生あげあげ 鶏から揚弁当」（1個520円）と「マジ美味（うま）! 感動冷麺」（1個435円）の2種類を、前述の関西地区と三重・岡山・徳島・香川各県の一部地域にあるサークルKサンクス店舗で発売。その結果、累計売上個数はシリーズ史上最高の22万504個に達した。
「粋甘食堂」5周年に当たる2015年には、5月14日（木曜日）から同月27日（水曜日）まで、「嗚呼（ああ）! 征平のこだわり鶏からあげ弁当」（1個550円）と「絶美味（ぜつうま）! ゆず塩スープのデカカマ冷麺」（1個445円）の2種類を発売。累計販売個数は、18万535個であった。
2016年には、「粋甘9年目の春」と銘打って、「だし巻きとビーフミルフィーユカツ弁当」（1個550円）、「いなせなごまだれ冷し中華」（1個498円）、シリーズ初のスイーツである「征平の彩りよくばり大福」（4個1セット298円）を5月10日（火曜日）から23日（月曜日）まで発売。前述したエリアに加えて、広島県内の一部店舗でも発売したところ、シリーズ歴代2位（合計18万7,406個）の売上を記録した。
なお、サークルKサンクスを運営していたユニーグループ・ホールディングスは、2016年9月1日付でファミリーマートへ吸収合併。ユニーがサークルKサンクス名義で運営してきた店舗の閉店や、ファミリーマートへの屋号変更を順次進める方針を打ち出しているため、サークルKサンクスにおけるシリーズ企画は同年限りで終了した。

### キンレイとのコラボレーション企画
2017年4月6日から同年6月29日までは、毎週木曜日の13:50頃からおよそ10分間にわたって、キンレイが運営するオンラインショップ「なべやき屋キンレイ」とのコラボレーションによる期間限定コーナー「征平の麺!どう?コレ」を放送した。
当コーナーでは、「天下御麺の麺好き」「さすらいのジェントルメン（麺）」と称する桑原が、同社の冷凍麺製品8種類（「お水のいらない」シリーズ）から毎回1種類ずつ試食。2017年6月8日放送分では、試食後の採点を基に、最高得点の3製品（「ラーメン横綱」「カレーうどん」「九条ねぎとお揚げの京風うどん」）を「征平セレクション」に指定した。この指定を受けて、キンレイでは、上記の3製品を3食ずつ詰め合わせた「征平セレクション9食セット」を「なべやき屋キンレイ」限定・1セット2,980円（送料・消費税込みの価格）で同月30日（金曜日）まで販売している。
2018年11月21日（水曜日）からは、放送開始から15周年を記念して、桑原のプロデュースによるオリジナル製品として「征平のお水のいらない京風あんかけしっぽくうどん」を数量限定で販売（完売次第販売を終了）。「なべやき屋キンレイ」で6食セット（送料・消費税込みで3,980円）を販売する一方で、関西地方および岡山・香川・徳島県内の一部地域にあるイオングループの店舗（イオン・イオンスタイル・ダイエー・光洋・ピーコックストア・マルナカなど）でも1食から取り扱っている。当初は1食分の販売価格を498円に設定していたが、販売期間中に桑原が急性肺炎で当番組を休演したことを受けて、12月8日（土曜日）以降のイオングループ店頭販売分から「桑原の復帰祈願価格」として398円（いずれも消費税抜き）に変更した。

### グリコ熟カレー手売り対決
2021年3月まで「征平の、私は忘れない」のスポンサーに付いていた江崎グリコ製のカレールー「プレミアム熟カレー・熟ハヤシ」（第1回は「ZEPPIN」、以後2014年までは「2段熟カレー」）の手売り対決を、桑原・永田の粋甘（木曜日）チームとゲストチームにより、おおむね年に1度の割合でイズミヤ（スーパーセンター八尾店や西宮ガーデンズ店など）にて実施している。2005年2月に、全国のラジオ局に先駆けて、第1回の対決を開催した。通算成績は、2019年の第17回時点で粋甘チームの13勝4敗。
水曜日のパートナーで松竹芸能所属の小川は、2014年以降の対決で、同社のタレントが参加する場合に同社チームの一員として登場。粋甘チームへは、2019年に初めて合流した。
対決の模様は、ABCラジオが日曜日の午前中に放送する生ワイド番組（『ほっとハート!にちよう柴田塾』→『磯部・柴田の日曜のびのび大放送』→『全力投球!!妹尾和夫です。サンデー』）内で随時中継されている。
ゲストチームは以下の通り（日時の後は粋甘チーム来場店舗×ゲストチーム来場店舗。ゲストの太字は対戦時点でABCラジオ番組出演者。☆は粋甘チームに勝利）。
- 日時不明：☆柴田博チーム、☆横山たかし・ひろし
- 2005年2月12日：梅田淳
- 2006年7月30日（SC神戸玉津×泉北）：月亭八光チーム
- 2007年7月22日（SC八尾×千里丘）：レギュラー
- 2008年8月31日（SC神戸玉津×SC八尾）：☆かつみ♥さゆり
- 2009年：アジアン
- 2010年8月1日（西宮G×SC八尾）：矢野・兵動（矢野勝也、兵動大樹）
- 2011年11月13日（西宮G×SC八尾）：千鳥
- 2012年7月29日（西宮G×SC八尾）：シャンプーハット（小出水＝出演後に「こいで」を経て「恋さん」へ改名、てつじ）
- 2013年10月20日（西宮G×SC八尾）：磯部公彦（まるむし商店）、ガリガリガリクソン
- 2014年9月21日（SC八尾×西宮G）：☆森脇健児、小川恵理子、クロちゃん（安田大サーカス）、HIRO（同）
- 2015年9月27日（SC八尾×西宮G）：ミサイルマン、高野あさお
- 2016年10月2日（西宮G×SC八尾）：森脇健児、小川恵理子
- 2017年10月1日（SC八尾×西宮G）：森脇健児、小川恵理子
- 2018年10月7日（SC八尾×西宮G）：増田英彦（ますだおかだ）、小川恵理子
- 2019年10月6日（SC八尾×西宮G）：妹尾和夫、北村真平、八塚彩美

この企画は、当番組をきっかけに、STVラジオ、TBSラジオ、CBCラジオ、KBCラジオでも自社制作番組の中で相次いで実施されている。新型コロナウイルスへの感染拡大が始まった2020年以降は、江崎グリコが「征平の、私は忘れない」のスポンサーを2021年に外れたこともあって開催を見送っている。

### 「『桑原征平 粋も甘いも』日めくり金言カレンダー」の発売（2023年）
桑原が当番組の開始以来（2022年末までの）18年間で放送中に発した言葉から、番組スタッフが認定した366の「金言」を1枚（1日分）につき一言載せた日めくりカレンダー。2023年4月1日から、閏年に当たる2024年3月31日までの366日に対応している。
実際には、2022年内から1000冊限定で製作。販売価格は1部につき（消費税を含めて）1,980円で、田中道男（京都市立西院小学校での桑原の後輩に当たる和式切り絵作家）が手掛けた切り絵（同校体育館の改築に合わせて新調された緞帳へ織り込まれた「『羽織袴の正装に下駄』という出で立ちで卒業証書を授与された桑原少年」）を縮小したイラストと、桑原と関係の深い企業・団体（発売時点での当番組のスポンサーなど）の広告も全366枚に印刷している。
2023年2月20日（月曜日）に「ABCミッケ」（朝日放送テレビが運営する通信販売サイト）と丸善ジュンク堂書店グループの一部店舗（丸善京都本店、MARUZEN近鉄あべのハルカス店、MARUZEN&ジュンク堂書店梅田店、ジュンク堂三宮店、ジュンク堂書店西宮店）限定で販売を開始した。後に、販売する店舗をジュンク堂書店大阪本店にも拡大。「ABCミッケ」での販売に際しては、桑原と小寺が販売を告知するスポットCMを制作したうえで、朝日放送ラジオで随時放送している。
2023年2月15日（水曜日）には、当番組のオンエア（生放送）を経て、16:00から「桑原征平 放送されない『粋も甘いも』」（カレンダーの先行発売を兼ねた事前申込・販売部数限定制のオフエアイベント）をスイスホテル南海大阪（南海電気鉄道難波駅真上の「南海サウスタワービル」内）最上階（36階）の「Premium time at Table36」で開催。このイベントには、初代パートナーの永田も参加していた。同日以降も、「1000部を完売するまでは当番組のスタジオに入れない」という条件を課せられたスタッフ（「金言」の選定に携わった放送作家の柳田光司など）による販売イベント（手売り）を、以下の日程・場所で順次展開している。
なお、以下に記す◎印の販売場所からは、柳田による当番組向けの電話リポートを販売時間中に実施。●印の販売場所は、発売の開始後に追加された。
- 2月19日（日曜日）国立文楽劇場（大阪市中央区）
  - 当日は、伊藤史隆と桂紗綾が司会を務める「第121回 ABCラジオ上方落語をきく会」も昼夜2部構成で開催。
- 2月22日（水曜日）
  - 神戸元町商店街（神戸市中央区）内の「神戸常盤大学子育て支援センターときわんモトロク」◎（12:00 - 15:00）
    - 手売りと電話によるリポートを、柳田が単独で担当。

  - ほたるまち（朝日放送グループの本社屋などがあるエリア）の「リバーサイドカフェ」（13:00 - 17:00）
- 2月25日（土曜日）黒門市場インフォメーションセンター（13:00 - 15:00）
  - 桑原も、『土曜も全開!!』本番直後の12:40頃から手売りへ参加。上記のサイン会を前に、購入者の希望に応じて、カレンダーの裏面に直筆でサインを入れていた。また、2022年12月分の「ABCラジオ　タイムテーブル」（前述した黒門市場限定版）が部数限定で配られた。
- 3月1日（水曜日）ほたるまちの「リバーサイドカフェ」（13:00 - 17:00）
- 3月8日（水曜日）
  - 叡山電鉄出町柳駅（京都市左京区）の改札口横◎（12:00 - 15:00）
    - 柳田に加えて、京都西高校水泳部における桑原の同級生（「宮川タロー」など）が手売りを交互に担当。

  - ほたるまちの「リバーサイドカフェ」●（13:00 - 17:00）
- 3月11日（土曜日）
  - あましんアルカイックホール・オクト●（兵庫県尼崎市）
    - 当日は、『拝啓、おふくろ』朗読会（『おはようパーソナリティ』番組チームの企画による朗読会）も昼夜2部構成で開催。ジュンク堂書店の大阪本店では、カレンダーの購入時に入場整理券を配った客および、当日の店頭購入を予約した客に向けた桑原のサイン会を同日の13:00（『土曜も全開!!』の本番後）に3階のイベントスペースで実施している。
- 3月29日（水曜日）ほたるまちの「リバーサイドカフェ」●（13:00 - 17:00）
  - 前日（3月28日）の時点で残り17冊のカレンダーを売り切る目的で、当番組のアーカイブ音源からハイライトシーンを抽出したうえで特別に編集した音源を流しながら販売。なお、「ABCミッケ」での取り扱いは前日の申し込み受付分で終了した。
  - カレンダーは29日の手売りでも捌き切れなかったことから、翌30日（木曜日）の夜間に組まれていた「もっと!ハッと!ぶっちゃけNIGHT!」（『土曜も全開!!』で24日まで放送されていた「もっと!ハッと!ポッドキャスト」からの派生イベントで朝日新聞大阪本社との連動企画）の会場（朝日放送グループの本社に近い中之島フェスティバルタワー内の「朝日新聞大阪本社アサコムホール」）で、有料観覧客向けの即売会を急遽開催。その結果、1000冊の完売に漕ぎ着けた。

### 特別番組
- 全国高等学校野球選手権大会の期間に入る前には、中継予定の試合が中止になった場合に備えて、桑原・永田（2010年からは小川も参加）のフリートークが中心の「特別版」を当番組の生放送終了後に収録。ただし、2009・2010年には、当番組の放送日で中継が実施されたため「お蔵入り」になった。関西テレビ時代の桑原の後輩・梅田淳をゲストに迎えながら、同様の理由で放送されなかった際に、その音源を収めたCDを希望者に抽選で進呈したこともある。
  - 全国高校野球選手権大会期間中の2011年8月17日（水曜日）・8月18日（木曜日）には、準々決勝（各2試合）が15:00までに終了したため、例年と異なり当番組の特別短縮版を生放送。[110]レギュラー放送でよく話題になっている柴田博（水曜版の前番組『柴田・桜井・やすとものスラスラ水曜日』パーソナリティ）や高野あさおが、夏期休暇中の桑原の代役でパーソナリティを務めた。ただし、番組タイトルやCM前後のジングルは、レギュラー放送と変わらなかった。
    - 8月17日には、柴田・小川の出演で、12:30 - 15:00に「粋甘流☆美女と野獣」以降の企画を放送。「征平の、じゃあ こうしましょ!」のみ、「柴田博の、じゃあ こうしてよ!」と改題したうえで、柴田に対する共演者・スタッフからの指摘・要望を小川が紹介した。
    - 8月18日には、高野・永田の出演で13:35 - 15:00に放送。事前に収録した桑原のツッコミを随所にはさむ一方で、「遠き山に日は落ちて」「思い出のヒットパレード」以外の企画を、「お題トーク」（スタッフやリスナーからの「お題」にちなんだ即興トーク）に差し替えた。また、メッセージを採用されたリスナーには、高野・永田によるツーショットの生写真を特別に進呈した。ちなみに、ABCラジオでは2012年4月から、平日の夕方に『征平・あさおのどす恋ラジオ』（桑原・高野によるショートコントを組み込んだラジオショッピング番組）を放送している。
- 朝日放送（ABCラジオ）の開局60周年記念日に当たる2010年11月11日（木曜日）には、特別番組「みんなで60周年 ABCラジオ」（5:00 - 22:00）の一環として、同局本社（大阪市福島区）敷地内のオープンスペース（ABCリバーデッキ）から公開生放送。同局のかつての人気番組にちなんだ特別企画を実施した[111]。
  - 13時台の前半には、「粋甘流☆美女と野獣」の代わりに、かつて当番組と同じ時間帯に編成された公開生放送形式の帯番組『ポップ対歌謡曲』を当時のオープニングテーマ・進行スタイルで復活。三代澤康司（ABCアナウンサー、前枠番組『ドッキリ!ハッキリ!三代澤康司です』のメインパーソナリティ）の司会で、桑原・永田チームと妹尾・桜井一枝チームが、リスナーからのリクエスト曲の放送を賭けたクイズで対決した。[112]
- こどもの日の振替休日と重なった2013年5月6日（月曜日）には、朝日放送本社敷地内でのABCテレビ・ラジオ合同公開イベント「ABC感謝祭2013 MaiDOほたるまち!」のステージ企画として、「ABCパワフルアフタヌーン」月曜日のレギュラー番組『上沼恵美子のこころ晴天』の放送枠で、『とことん全力投球!妹尾和夫です』との合同特別番組『桑原征平・妹尾和夫のこころ晴天』をABCリバーデッキから公開生放送。当番組と『とことん全力投球!妹尾和夫です』のレギュラー出演者が勢揃いしたほか、「晴天はなまるトーク」（『上沼恵美子のこころ晴天』との共通コーナー）に大泉洋（TEAM NACS）がシークレットゲストとして登場[113]。また、当番組からの持ち込み企画として、「粋甘流☆美女と野獣」「遠き山に日は落ちて」を放送した。
- 2014年5月5日（月曜日・こどもの日）には「ABC感謝祭2014 マイドほたるまち!」のステージ企画として、桑原・小川・永田の出演でオフエアイベント「桑原征平粋も甘いも マイドほたるまち!スペシャル」を実施。同日夕方にABCテレビで放送の関西ローカルワイドニュース番組『キャスト』では、コーナーキャスター・斎藤真美（同局アナウンサー）のリポートによるステージからの生中継に、桑原・小川・永田が3人揃って登場した。
- 憲法記念日の振替休日と重なった2015年5月6日（水曜日）には「ABC感謝祭2015 マイドほたるまち!」のステージ企画として、桑原・小川の出演で公開生放送。「征平の、井戸端ニュース! 本日も反省の色なし」は吉弥・永田・高野・小川の身の回りに起きたニュースを紹介。「征平の、じゃあ こうしましょ!」は道上洋三を迎えてのトークだった。なお『ABCフレッシュアップベースボールスペシャル』（阪神×中日戦）のため、放送時間は通常より1時間ほど短縮され「遠き山に日は落ちて」以降のコーナーは割愛された。また小川は15時よりステージ企画「小川恵理子と愉快な仲間たち」（松竹芸能のお笑いライブ）の司会も務めた。

#### 『元旦早々、粋も甘いも 桑原征平です』
2013年1月1日（火曜日）に、『2013新春スーパーワイド』の第1部として5:00 - 11:00に生放送。「前期高齢者の星 桑原征平が 元旦から制御不能な6時間」とのサブタイトルが付けられたほか、桑原・永田が全編、7時前から小川、9時前から高野がそれぞれスタジオに出演した。

通常は『慶元まさ美のおはようパートナー』（5:00 - 6:30）に内包されているネット番組のうち、『ダイワハウス・モーニングエッセイ 川井郁子ハートストリングス』（ニッポン放送制作）は6時台の前半に放送。NRN系列の企画ネット番組である『JFマリンバンク海の天気予報』については、永田がスタジオから伝えた。その他の主な企画・コーナーは以下の通り。当番組のレギュラー放送については、1月2日（水曜日）・3日（木曜日）に東京箱根間往復大学駅伝競走のラジオ中継（文化放送制作・NRNネット）を組み込む関係で、同月9日から再開した。
- 「ABC朝日ニュース」（6時台から1時間おきに1回ずつ放送）
  - 2013年の初放送になる6時台のみ、桑原が「（関西テレビ時代を含めて）生涯で21回目」というニュースの原稿読みを担当。7時台以降は、山下剛（朝日放送アナウンサー）が担当を引き継いだ。
- 「ABC天気予報」（6時台に2回、7時台に1回、8時台に1回放送）
  - 6時台前半は永田、8時台は小川がそれぞれ担当。残り2回には、当番組木曜日の天気予報担当の梅本が登場した。
- 「ABC交通情報」（6時台、7時台、8時台に1回ずつ放送）
- 「遠き山に日は落ちて」（前述、7時台と9時台に放送）
- 「征平の、私は忘れない」（前述、10時台前半に放送）
- 「征平のひとり紅白歌合戦」（前述、4回に分けて放送）
  - 桑原が前夜放送の『紅白歌合戦』を批評しながら、「『紅白歌合戦』にふさわしい」との考えで自らんだ歌謡曲・演歌を、紅組・白組の別に紹介した。
- 桂ちょうばによる生中継リポート（7時台から1時間おきに1回ずつ放送）
  - 『武田和歌子のぴたっと。』（当番組の後枠で放送中の生ワイド番組）で当時「中継☆ちょばーん!」を担当していたちょうばが、7時台に天保山ハーバービレッジから初日の出の模様を伝えたことを皮切りに、正月にふさわしい場所・人・物を随時リポート。9時台にはスタジオに向かう直前の高野、10時台には師匠の桂ざこばが中継に出演した。
- 「運気が上がるでSHOW!」
  - 『征平・吉弥の土曜も全開!!』で毎週実施しているリスナー参加の投票企画「どっちがそそるでSHOW!」の特別編。「正月に食べるならどっちの餅?」というテーマの下に、桑原が推す「煮餅」と永田が勧める「焼き餅」の間で、放送中に投票を募った（結果は「焼き餅」の圧勝）[114]。
- 「声の年賀状」（6時台から1時間おきに1回ずつ放送）
  - スタジオの出演者と、他の生ワイド番組のレギュラー出演者を電話でつなぐ企画。井之上チャル（6時台、『武田和歌子のぴたっと。』）→道上洋三（7時台、『おはようパーソナリティ道上洋三です』）→兵動大樹（8時台、『兵動大樹のほわ〜っとエエ感じ。』）→桂吉弥（9時台、『征平・吉弥の土曜も全開!!』）→三代澤康司（『ドッキリ!ハッキリ!三代澤康司です』）の順に登場した。

#### 『粋も甘いも元日スペシャル〜年始め昭和100年思い出&リクエスト』
- 2025年1月1日（水曜日）に、『2025新春スーパーワイド』の第1部として6:00 - 9:00に生放送。アシスタントの小寺、桂も全編に渡って出演した。

## 番組のテーマ曲
※印は、放送日が木曜日のみだった時期から採用されている。
- オープニング：『いとしのマックス 〜マックス・ア・ゴー・ゴー〜』※（歌唱：荒木一郎、1967年）- 初代プロデューサーの板井が選曲
- エンディング：『ゆいま〜る』※（歌唱：夏川りみ、『ハグしちゃお』のカップリング曲、2005年）
- 『征平の、私は忘れない』のテーマ：『私は忘れない』※（歌唱：岡崎友紀、1972年）
- 『恵理子の、私もしゃべりたい』のテーマ：前掲の『私は忘れない』と『ピンク・タイフーン (In The Navy)』（歌唱：ピンク・レディー、1979年）
- 『粋甘流☆美女と野獣』シリーズのテーマ：『ヴァイオリンソナタ第5番 第1楽章』（作曲：ルートヴィヒ・ヴァン・ベートーヴェン、1801年）
- 『私の通信簿』のテーマ：『ボレロ』（作曲：モーリス・ラヴェル、1928年）
- 『征平のコレが来まっせ、来てまっせ』のテーマ：『真夜中の街角』（歌唱：小林旭、1958年）
- 『征平のパパパパーン』のテーマ：『運命'76』（演奏：ウォルター・マーフィー&ビッグ・アップル・バンド、1976年）
- 『しりとりリクエスト』のテーマ：『尻取りRock'n Roll」』歌唱：小泉今日子、1988年）
- 『ばんざいわかさ』のテーマ：『若さがいっぱい』（歌唱：赤木圭一郎、1960年）
- 『桑原征平 昇天へのカウントダウン』のテーマ：『死亡遊戯 メインテーマ』（1978年）

## 番組グッズ
- 細光り消せるボールペン
  - 投稿したメッセージが放送中に紹介されたリスナーに対して、2019年4月11日（木曜日）放送分から、毎回抽選で10名に進呈。
  - 『パワフルアフタヌーン』枠への移動当初は、同枠の共通グッズ（通称「横並びステッカー」）や、ABCテレビ・ラジオで放送中の他番組のグッズなどがリスナー向けのプレゼントに用いられた。
  - 2015年8月26日（水曜日）から2016年5月5日（木曜日）放送分までは、「ゴールデンボール・ペン」（エンド部にタッチペンの機能がついた金色のボールペン）をリスナーにプレゼント。プレゼントを繰り返すにつれて品薄になったことや、桑原が「ボールペンとして使うならもう少し太い方が良い」と提案したことなどを背景に、2016年5月11日（水曜日）から2019年4月4日（木曜日）までは「極太黒光りボールペン」を進呈した。
  - 2016年6月の「ABCラジオ　やったるDAYS（スペシャルウィーク）」期間中には、当番組のPRや新規リスナーの獲得を目的に、「おおっぴろげステッカー」を製作。「おおっぴろげ大賞」と称する特別企画を通じて、上記の目的に沿ったエピソードをリスナーから募集したうえで、大賞に該当するリスナーに希望する枚数分のステッカーを進呈していた。なお、期間終了後も一時、希望するリスナーに向けてこのプレゼントを続けていた。